# Гіпотеза лісопасовищ
Гіпотеза лісопасовищ (також відома як гіпотеза Вери та теорія мегарослиноїдних тварин) — це наукова гіпотеза, згідно з якою панівним типом ландшафтів у післяльодовиковій помірній зоні Європи були відкриті та напіввідкриті пасовища та лісопасовища, а не праліси, як традиційно вважалося. Гіпотеза припускає, що такий ландшафт сформувався та підтримувався завдяки великим диким рослиноїдним тваринам.
Хоча деякі науковці, зокрема ландшафтний еколог Олівер Рекхем, висловлювали подібні ідеї раніше, основу цієї гіпотези вперше комплексно розробив та сформулював нідерландський дослідник Франс Вера у своїй книзі «Екологія пасовищ та історія лісів», опублікованій у 2000 році.
Ідеї Вери, попри те, що вони були дуже суперечливими, з'явилися в той час, коли роль травоїдних тварин у екології рідколісь дедалі більше переглядалася. Їм приписують початок періоду посиленої переоцінки традиційних теорій та розвитку міждисциплінарних досліджень у європейській природоохоронній теорії та практиці. Хоча Вера здебільшого зосередив свої дослідження на Європі, його висновки також можна застосувати до інших помірних екорегіонів світу, особливо до широколистяних лісів.
Ідеї Вери зустріли як неприйняття, так і схвалення в науковому співтоваристві. Вони й далі закладають важливу основу для руху за відродження дикої природи. Хоча його ідеї про те, що переважним ландшафтом помірної зони Європи на початку та в середині голоцену були напіввідкриті савани, відхилено, вони частково відповідають усталеній думці про структуру рослинності протягом попередніх міжльодовикових періодів. Крім того, сучасні дослідження показали, що за нинішніх кліматичних умов великі тварини, що вільно пасуться, справді можуть впливати та навіть тимчасово зупиняти сукцесію рослинності. Також поставлено під сумнів ідею, що голоценова Європа до поширення в ній сільського господарства взагалі є адекватним відображенням стану «незайманої природи», оскільки на той час анатомічно сучасні люди вже повсюдно жили в Європі протягом тисячоліть, що, ймовірно, мало серйозні наслідки для навколишнього середовища.
Зникнення значної частини мегафауни наприкінці плейстоцену та на початку голоцену, відоме як четвертинне вимирання, яке часто пов'язують з діяльністю людей, не оминуло Європу. Воно призвело до глибоких змін у європейських комплексах великих ссавців і, таким чином, у екосистемі в цілому, що, ймовірно, також вплинуло на моделі рослинності. Однак припущення, що до початку неоліту ландшафти Європи являли собою незайману дику природу, є передумовою як для «теорії пралісів», так і для гіпотези Вери в їхніх відповідних початкових формах. Таким чином, підтримка чи відкидання гіпотези може залежати від того, чи донеолітичний голоцен визнається як точка відліку для незайманої природи чи ні і, відповідно, також від того, чи вважається четвертинне вимирання мегафауни природним явищем або спричиненим людьми.
Гіпотеза Вери має важливі наслідки для охорони природи, особливо тому, що вона виступає за переорієнтацію акценту з охорони старих лісів (згідно з конкуруючою теорією пралісів) на збереження відкритих і напіввідкритих луків та лісопасовищ шляхом екстенсивного випасу. Цей аспект, зокрема, привернув значну увагу і зробив гіпотезу Вери важливою точкою відліку для ініціатив з природоохоронного випасу та відродження дикої природи. Гіпотеза лісопасовищ також має точки дотику з традиційними методами сільського господарства в Європі, які можуть зберегти біорізноманіття за відсутності стад диких травоїдних тварин.

## Назви та визначення
Гіпотеза Франса Вери має багато назв, оскільки сам Вера не дав їй чіткої назви. Замість цього він просто назвав її альтернативною гіпотезою (альтернативною до теорії пралісів, яку він назвав нульовою гіпотезою). У результаті протягом багатьох років вона була відома під різними назвами, зокрема як гіпотеза лісопасовищ, гіпотеза лісистих пасовищ, гіпотеза Вери, гіпотеза помірних саван та гіпотеза відкритих рідколісь. У континентальній Європі вона стала широко відомою як гіпотеза мегарослиноїдних тварин.
Вера обмежив географічну область своїх ідей Західною та Центральною Європою між 45° і 58° північної широти та між 5° західної і 25° східної довготи. Вона включає більшу частину Британських островів та все, що знаходиться між Францією (крім південної третини) і Польщею та між південною Скандинавією та Альпами. Крім того, він обмежив її висотою нижче 700 м над рівня моря. У більш широкому значенні вона також включає східне узбережжя Північної Америки, що лежить у помірному поясі.

## Теорія пралісів

### Генріх Котта: теорія пралісів
У праці «Anweisungen zum Waldbau» (Вказівки з лісівництва), опублікований у 1817 році, Гайнріх Котта стверджував, що якби люди покинули його рідну Німеччину, то через 100 років вона була б «вкрита лісом». Це припущення заклало основу для «теорії пралісів». Вона стверджує, що широколистяні ліси є переважним типом природних екосистем у помірних регіонах Європи.

### Фредерік Клементс: лінійна сукцесія

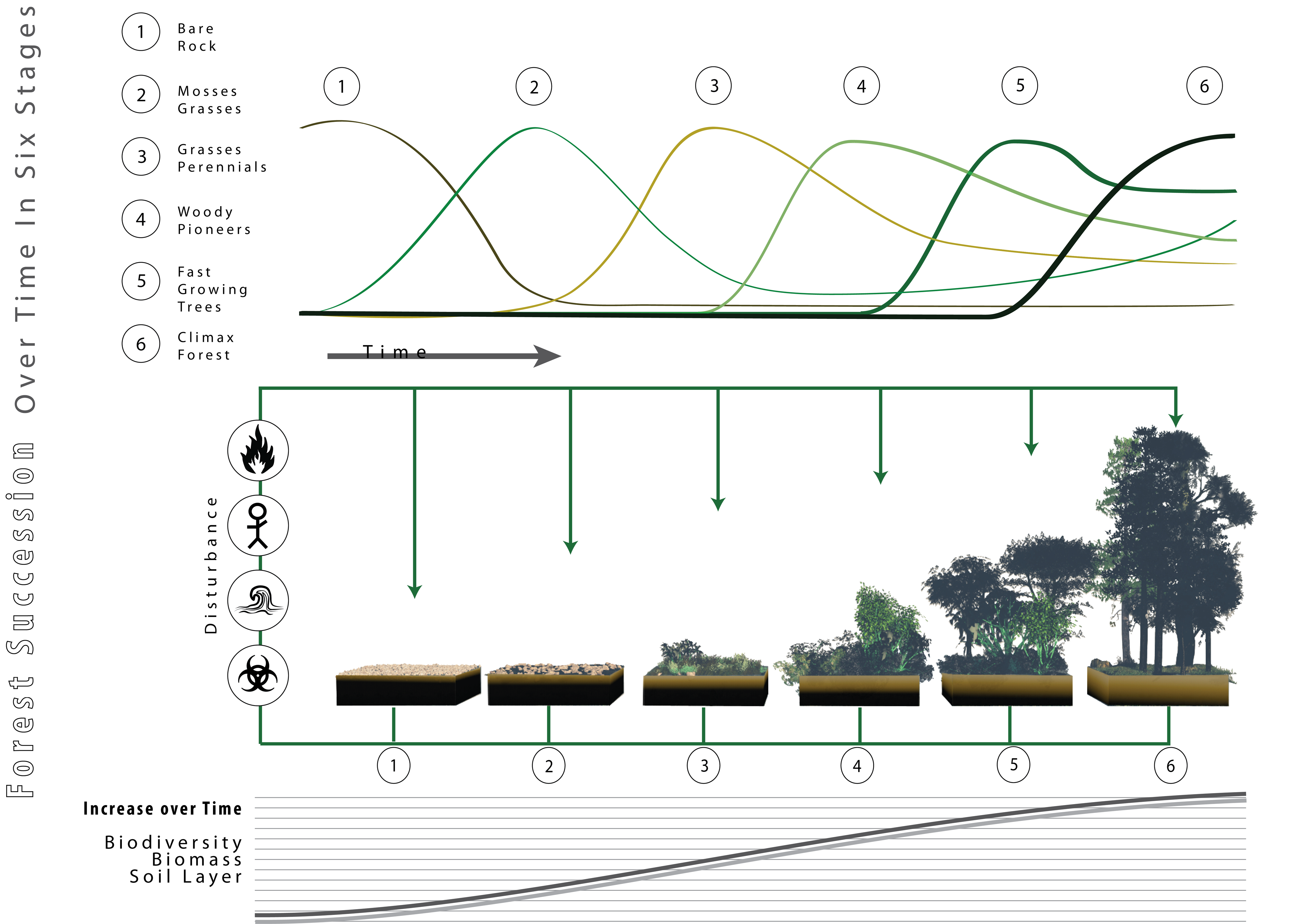
Природна сукцесія в помірній зоні згідно з теорією пралісів та характеристики кожної її фази.

Пізніше теорія була доповнена Фредеріком Клементсом, який сформулював теорію лінійної сукцесії, згідно з якою за відповідних умов оголена земля з часом неодмінно колонізується низкою рослинних угруповань, які змінюють одне одного, що в кінцевому підсумку призведе до утворення густих насаджень найвищих рослин. Оскільки на більшій частині помірної зони потенційно найвищими рослинами є дерева, кульмінаційним угрупованням найімовірніше буде ліс. Попри деякі зміни у формулюванні цієї теорії, вона є консенсусом для більшості науковців і забезпечує концептуальну основу для багатьох практик ведення лісового господарства та методів охорони природи. Зокрема, теорія лінійної сукцесії є основою для доктрини захисту природних процесів, сформульованої німецьким лісоекологом Кнутом Штурмом. Вона підкреслює важливість невтручання та часу для захисту лісів і реалізована в лісових заповідниках, таких як Біловезька Пуща.

### Подальші уточнення
Ідею Клементса про стабільні кульмінаційні угруповання пізніше розкритикували та вдосконалили такі науковці, як Артур Тенслі, Александер Ватт та Роберт Віттекер. Вони сформулювали теорію циклічної сукцесії, яка включає такі динамічні процеси, як тимчасові руйнування цілісності лісового намету внаслідок вітроломів, лісових пожеж та інших стихійних лих. Тим не менш, ця теорія жодним чином не змінила статус «теорії пралісів» як загальноприйнятої; продовжувало домінувати уявлення про те, що без втручання людини у помірній зоні потенційно домінуючим типом природних ландшафтів були б густі ліси. Зокрема, цю концепцію відстоювали європейські експерти з екології рослин, такі як Хайнц Елленберг, Йоганнес Іверсен та Франц Фірбас.

### Реконструкція історії рослинності

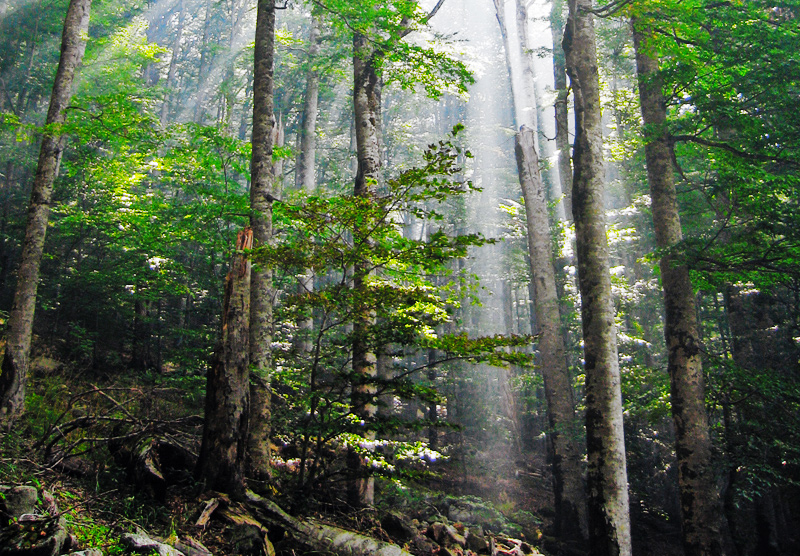
Згідно з теорією пралісів, домінуючим природним ландшафтом Європи без втручання людини були б букові ліси.

Окрім теоретичних міркувань, теорія пралісів спиралася й далі значною мірою спирається як на польові спостереження, так і, віднедавна, на результати аналізу пилку, які дозволяють зробити висновки про структуру рослинного покриву минулих епох. Наприклад, тенденції зміни рослинного покриву можна реконструювати за співвідношенням пилку дерев і пилку, пов'язаного з полями. Аналіз пилку є найбільш широко використовуваним засобом отримання історичних даних про рослинний покрив. Він забезпечив надійну базу даних, яка зазвичай демонструє переважання лісів на ранніх стадіях голоцену в помірній зоні Європи, особливо в Атлантичному періоді, хоча існує можливість регіональних відмінностей. Таким чином, на основі аналізу пилку історія рослинного покриву Європи зазвичай реконструюється як історія лісів.
Однак аналіз пилку піддається критиці за притаманну йому упередженість на користь вітрозапильних видів рослин і, що важливо, вітрозапильних дерев. Виявлено, що цей аналіз переоцінює площу лісового покриву. Щоб врахувати це зміщення, використовується коригувальна модель (REVEALS), застосування якої призводить до результатів, які суттєво відрізняються від тих, що отримані за допомогою традиційного порівняння відсоткового вмісту пилку. Як альтернативу аналізу пилку або в поєднанні з ним, для реконструкції структури рослинного покриву запропоновано використовувати рештки викопних тварин-індикаторів, зокрема жуків та равликів.

### Великі травоїдні тварини та теорія пралісів

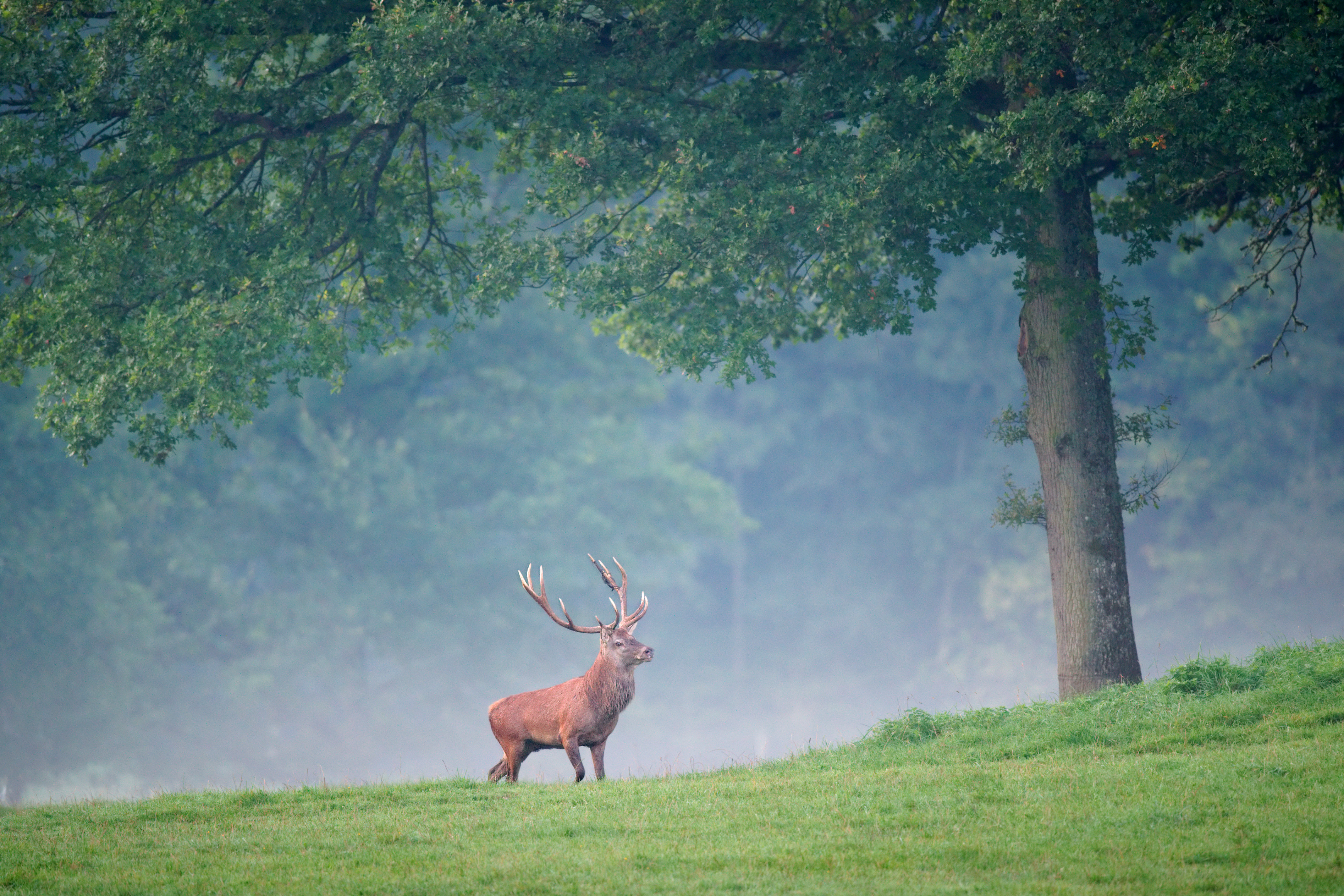
Благородні олені можуть перешкоджати відновленню лісів. Це можна сприймати як негативно, так і позитивно, залежно як від умов та від спостерігача.

Щодо впливу рослиноїдних тварин на природні екосистеми помірної зони та на їх сукцесію загальної згоди у науковців немає. У рамках теорії пралісів, яка виходить з того, що первинним рослинним покривом цієї зони є ліси, вплив диких рослиноїдних тварин здебільшого розглядається як другорядний фактор. Тенслі охарактеризував рослиноїдних тварин як супутників сукцесії, а не як фактор, що активно впливає на неї, тому що в іншому випадку Європа не була б вкрита лісами. З цього припущення випливає принцип, що природна чисельність рослиноїдних тварин не перешкоджає сукцесії лісу. У свою чергу, це означає, що кількість рослиноїдних тварин неодмінно вважається занадто високою, оскільки на практиці вони перешкоджають природному відновленню лісу. Так, російська філія Всесвітнього фонду дикої природи (WWF) вважає оптимальною щільністю популяції зубрів 5-7 тварин на 1000 га (10 км²), тому що якщо щільність популяції перевищує 13 тварин на 1000 га, спостерігаються перші ознаки пригнічення рослинності. Отже, популяція зубрів у Біловезькій Пущі контролюється шляхом вибракування. Подібним чином поширена думка, що стабільна щільність популяції оленів становить від двох до семи особин на 1 км². Вона базується на припущенні, що якщо кількість оленів перевищує цю планку, вони починають негативно впливати на відновлення лісів. Отже, вибракування зазвичай розглядають як необхідне для усунення надлишку оленів та скорочення їх кількості до стабільного рівня, а також як імітацію природного хижацтва.
Інші дослідники, однак, критикували цю точку зору. У публікації 2023 року Бріс Б. Хенберрі та Едвард К. Фейсон стверджували, що на сході США, де кількість білохвостих оленів зазвичай вважають надлишковою, пов'язуючи це з винищенням вовків та пум, зараз оленів не більше, ніж було, коли історично ці хижаки були присутні. Крім того, вони виявили, що навіть при щільності, яка сприймається як занадто висока, вплив оленів може бути екологічно корисним. Припущення щодо необхідності контролю популяції шляхом полювання як імітації впливу природних хижаків також не повністю підтверджується науковими аналізами природної динаміки хижаків і жертв. Натомість контроль чисельності рослиноїдних тварин у природі, ймовірно, залежить від інших факторів. Можливо, ландшафт страху, який створює присутність хижаків, має більший вплив на їхню здобич та сприяє неоднорідності ландшафту. Однак за наявності представників мегафауни, що важать більше тони та значною мірою не бояться хижаків, навіть ця здатність є обмеженою. Загалом питання про те, як популяції копитних тварин контролюються в природі, є суперечливим, а доступність їжі є важливим обмеженням, навіть за наявності суперхижаків.
У регіонах Африки і Азії, де збереглися природні скупчення великих ссавців, а також у європейських зонах відродження дикої природи, де практикується «природний випас», біомаса рослиноїдних тварин багаторазово перевищує значення, які зазвичай вважаються притаманними для помірних лісів. Максимальна біомаса рослиноїдних тварин у цих зонах досягає 16 000 кг/км² і близька до біомаси тундростепу, яка оцінюється у 10 500 кг/км². Біомаса рослиноїдних тварин у Британії в часи Еємського міжльодовикового періоду оцінюється у понад 15 000 кг/км², що еквівалентно більш ніж 2,5 лані на гектар. Еколог Крістофер Сендом та інші дослідники припускають, що порівняно великий відсоток лісового покриву в до-неолітичній голоценовій Європі може бути наслідком вимирання рослиноїдних тварин під час четвертинного вимирання. Порівняно з Еємським інтергляціалом, останнім міжльодовиковим періодом у Європі, коли в ній була присутня мегафауна, ранні етапи голоцену, здається, були набагато більш лісистими. На думку дослідників, це навряд чи є наслідком лише клімату, який був лише дещо холоднішим, ніж під час Еємського інтергляціалу. Однак ця думка також є предметом дискусії.

#### Передісторія: рослиноїдні тварини
Вплив рослиноїдних тварин на ландшафт залежить від способу їх живлення. Зокрема, такі види тварин, як сарна, лось і чорний носоріг, віддають перевагу пагонам та листю дерев і чагарників, тоді як коні, бики та білі носороги пасуться, поїдаючи злаки та різнотрав'я. Проміжне положення займають зубри та благородні олені, які можуть поїдати як пагони і листя, так і трав'янисті рослини. Загалом тварини, які пасуться і поїдають траву, більш соціальні, менш вибіркові у виборі їжі та інтенсивніше добувають корм. Таким чином, їхній вплив на склад рослинності має тенденцію бути вищим, як і їхня здатність підтримувати відкриті простори.
Після зникнення турів у 1627 році та тарпанів приблизно у 1900 році в Європі не залишилося жодних великих диких рослиноїдних тварин, які поїдають виключно траву. Тим часом одомашнені нащадки турів і тарпанів — велика рогата худоба і свійські коні — переважно утримуються в стайнях, на фермах та поблизу людських поселень, що робить їх фактично відсутніми в природному ландшафті. У дикій природі залишилися лише листоїдні тварини та тварини зі змішаною харчовою поведінкою — сарни, благородні олені, лосі, кабани, зубри і бобри, причому їхні популяції часто мають низьку щільність. Проєкти з селекції тварин, близьких за фенотипом до вимерлих видів, такі як німецький проєкт Таурус і нідерландська програма Таурос, розв'язують цю проблему шляхом розведення великої рогатої худоби, яку можна випускати в дику природу як витривалу та достатньо схожу екологічну заміну тура. Подібним чином примітивні породи коней, такі як польські коники, ексмурські поні та соррая, використовуються як заміна тарпанів.

## Теорія Вери

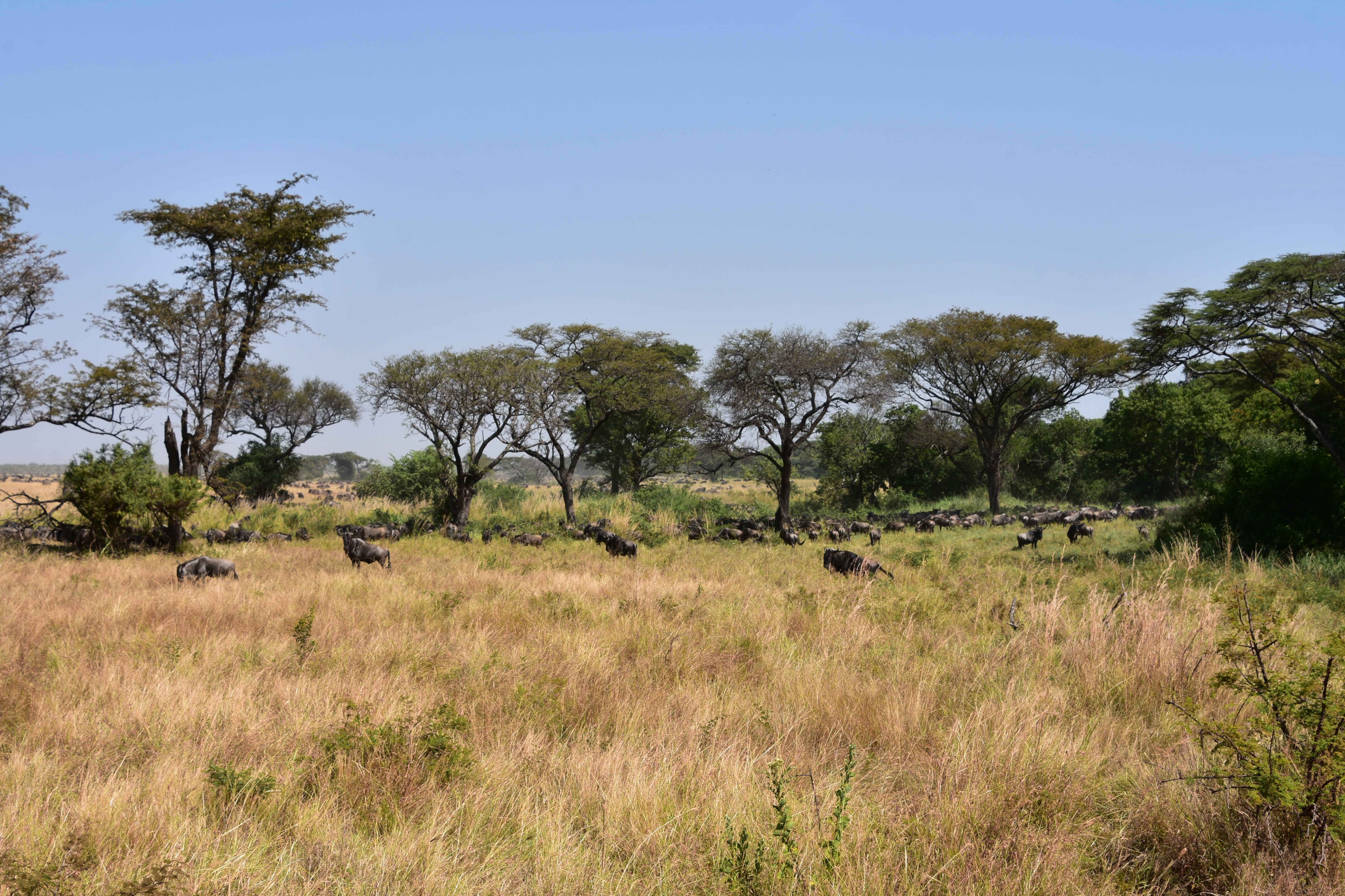
Те, наскільки африканські савани подібні на первісний європейський ландшафт, залишається дискусійним.

Франс Вера стверджував, що домінуючими ландшафтами Європи у ранньому та середньому голоцені були не густі праліси, а напіввідкриті рідколісся та лісопасовища. Ці напіввідкриті ландшафти, за його словами, створені й підтримувалися великими рослиноїдними тваринами. У голоцені серед цих тварин були тури, зубри, благородні олені і тарпани. До четвертинного вимирання в Європі також існувало багато інших великих ссавців, таких як прямобивневі слони або лісові носороги, які, ймовірно, зберігали ліси відкритими під час теплих міжльодовикових періодів, таких як Еємський інтергляціал. Також Вера стверджував, що низинних лісів до початку неоліту та подальшого місцевого вимирання травоїдних тварин в Європі у великих масштабах не було. Дійсно, дослідження вказують на те, що принаймні локально в Європі переважали відкриті ландшафти, зокрема у заплавах річок, на неродючих ґрунтах, серед крейдових відслонень та у субсередземноморських і континентальних областях, однак вони стверджують що ліси все ж переважно домінували.
У своїй книзі Вера також звернув увагу на занепад стародавніх дубово-гікорієвих лісових угруповань у східній частині Північної Америки. У багатьох пралісах, що росли там з доколумбових часів, помітно домінували різні види світлолюбних дубів та гікорі. Однак вони не так легко відновлюються у сучасних лісах; це явище дослідники називають проблемою регенерації дубів. Натомість дедалі більше у лісах починають домінувати тіньовитривалі породи дерев, такі як червоний клен та великолистий бук. Хоч причина цього явища ще погано вивчена, вважається, що певну роль відіграє відсутність природних пожеж. Натомість Вера припустив, що випас диких рослиноїдних тварин, особливо американських бізонів, створював умови, необхідні для успішної регенерації дубів та гікорі, і пояснив сучасні проблеми з регенерацією цих видів у лісах масовим винищенням бізонів європейськими поселенцями.
Палеоекологічні дані показали, що жуки, пов'язані з луками та іншими відкритими ландшафтами, були присутні в голоценовій Західній Європі, однак зустрічалися рідко, що вказує на обмежену наявність відкритих оселищ. Однак дослідження палеоекології попередніх міжльодовикових періодів, коли в Європі ще була присутня велика мегафауна, вказують на широке поширення теплих помірних саван. Це може означати, що слони та носороги були більш ефективними творцями відкритих ландшафтів, ніж ті рослиноїдні тварини, що залишилися в Європі після четвертинного вимирання. З іншого боку, традиційні практики тваринництва могли пом'якшити наслідки ймовірно спричиненого людиною вимирання мегафауни, дозволивши вижити видам, що жили у відкритих ландшафтах.
Франс Вера не був першим, хто поставив під сумнів парадигму домінування пралісів. Ботанік Френсіс Роуз висловлював сумніви ще в 1960-х роках, вказуючи на поширені в Британії види світлолюбних рослин та лишайників. Взаємозв'язок між великими травоїдними тваринами та відкритістю ландшафту, а також значення четвертинного вимирання мегафауни в цьому плані також були визнані раніше. У 1992 році, наприклад, археолог Вільгельм Шюле висунув теорію про те, що виникнення густих пралісів у помірній зоні Європи було результатом доісторичного вимирання мегафауни, спричиненого людьми. Ландшафтний еколог Олівер Рекхем у статті 1998 року під назвою «Савана в Європі» припустив, що первинним типом ландшафту у Північно-Західній Європі був певний різновид савани. Вера, однак, був першим, хто розробив комплексну теорію, яка б пояснювала, чому ліси не домінували навіть у голоцені, і таким чином запропонував реальну альтернативу теорії пралісів.
У деяких своїх аспектах гіпотеза лісопасовищ схожа на степову теорію Градманна, яка була запропонована Робертом Градманном, але відкинута і спростована такими вченими, як Рейнхольд Тюксен і Карл Берч.

### Основні аргументи

#### Дуб і ліщина
Гіпотеза Вери спирається на низку аргументів, заснованих на експериментах, екології, еволюційній екології, палінології, історії та етимології. Один з його головних аргументів — екологічний, який вказує на поширені проблеми у відновленні світловимогливих деревних порід у сучасних лісах Європи, особливо звичайних дубів і скельних дубів (далі просто дубів) та звичайної ліщини. Вера протиставляє цю реальність відкладам пилку з попередніх епох, у яких домінують пилок дуба і ліщини, що вказує на можливе домінування цих видів у попередні епохи. У випадку ліщини достатнє цвітіння досягається лише за наявності достатньої кількості сонячного світла, тобто коли рослина росте поза закритим лісовим наметом. Вера стверджує, що єдине пояснення великої кількості пилку дуба та ліщини в попередні епохи полягає в тому, що первісний ландшафт був відкритим, і цей контраст формує основну теорему його гіпотези. Також він висловлює припущення, що для успішного вкорінення дубу необхідні порушення, які можуть створювати великі рослиноїдні тварини.
Однак викопний пилок, що походить з островів, на яких не було великих травоїдних та листоїдних тварин, які, за словами Вери, були важливими для підтримки відкритих ландшафтів Європи, майже не відрізняються від пилку з материкової Європи. Так, дослідження пилку з Ірландії, де під час раннього голоцену були відсутні будь-які великі рослиноїдні тварини, за винятком великої кількості кабанів та благородних оленів, демонструють майже такий же високий відсоток пилку дуба та ліщини, як і в решті Європи. Таким чином, можна зробити висновок, що великі рослиноїдні тварини не є обов'язковим фактором відкритості ландшафтів і що наявність великої кількості пилку дубу, ліщини та інших видів, які не здатні до ефективного розмноження та регенерації під закритим лісовим наметом, можна пояснити іншими факторами, такими як вітроломи та лісові пожежі.
Ідея Вери може бути підтверджена спостереженнями відновлення лісів у лісових прогалинах, утворених вітроломом, що проводилися протягом 20 років. Вони показали, що у насадженнях, які виникають на місцях вітроломів, домінують граби і буки, які значною мірою витісняють дуби в лісах, що ростуть на родючому, багатому поживними речовинами ґрунті. Однак після завершення останнього льодовикового періоду дуби повернулися до Центральної та Західної Європи раніше, ніж буки чи граби, що, можливо, сприяло їх поширеності, принаймні протягом раннього голоцену. Тим не менш, інші тіньовитривалі види дерев, такі як липи та в'язи, так само швидко поверталися, і, здається, не демонструють обмеженості в поширенні, як дуби.
З іншого боку, поза межами лісів, на узліссях та у інших перехідних середовищах зазвичай дуби відновлюються значно ефективніше, ніж в лісах, що свідчить про те, що зосередження на відновленні дубів в лісах Європи може бути недостатнім для пояснення проблем у їх відновленні. Скоріш за все, недооцінену причину повсюдної невдачі відновлення дубів можна знайти в прямих наслідках змін у землекористуванні з раннього Нового часу, що призвели до поширення більш простих, однорідних ландшафтів. Відновлення дубів та ліщини спостерігається на узліссях, серед хащів, на покинутих пасовищах і полях з низькою інтенсивністю випасу. Загалом, дуб є вправним колонізатором відкритих територій і особливо перехідних зон між рослинними зонами, такими як ліси та відкриті луки. Таким чином, немає проблеми у відновленні дубів, а є лише проблема у відтворенні їх у густих лісах. Це, однак, може бути очікуваним і природним, враховуючи природу колонізації дуба.
Можливо, нові види грибків, зокрема Erysiphe alphitoides, які вперше були помічені на європейських дубах на початку XX століття, є причиною проблем у відновленні дуба в сучасних лісах, оскільки вони впливають на тіньовитривалість молодих звичайних та скельних дубів. Незважаючи на те, що походження цих нових патогенів залишається неясним, Erysiphe alphitoides, схоже, є інвазивним видом з тропіків, можливо, конспецифічним з патогеном Oidium mangiferae, знайденим на манго.

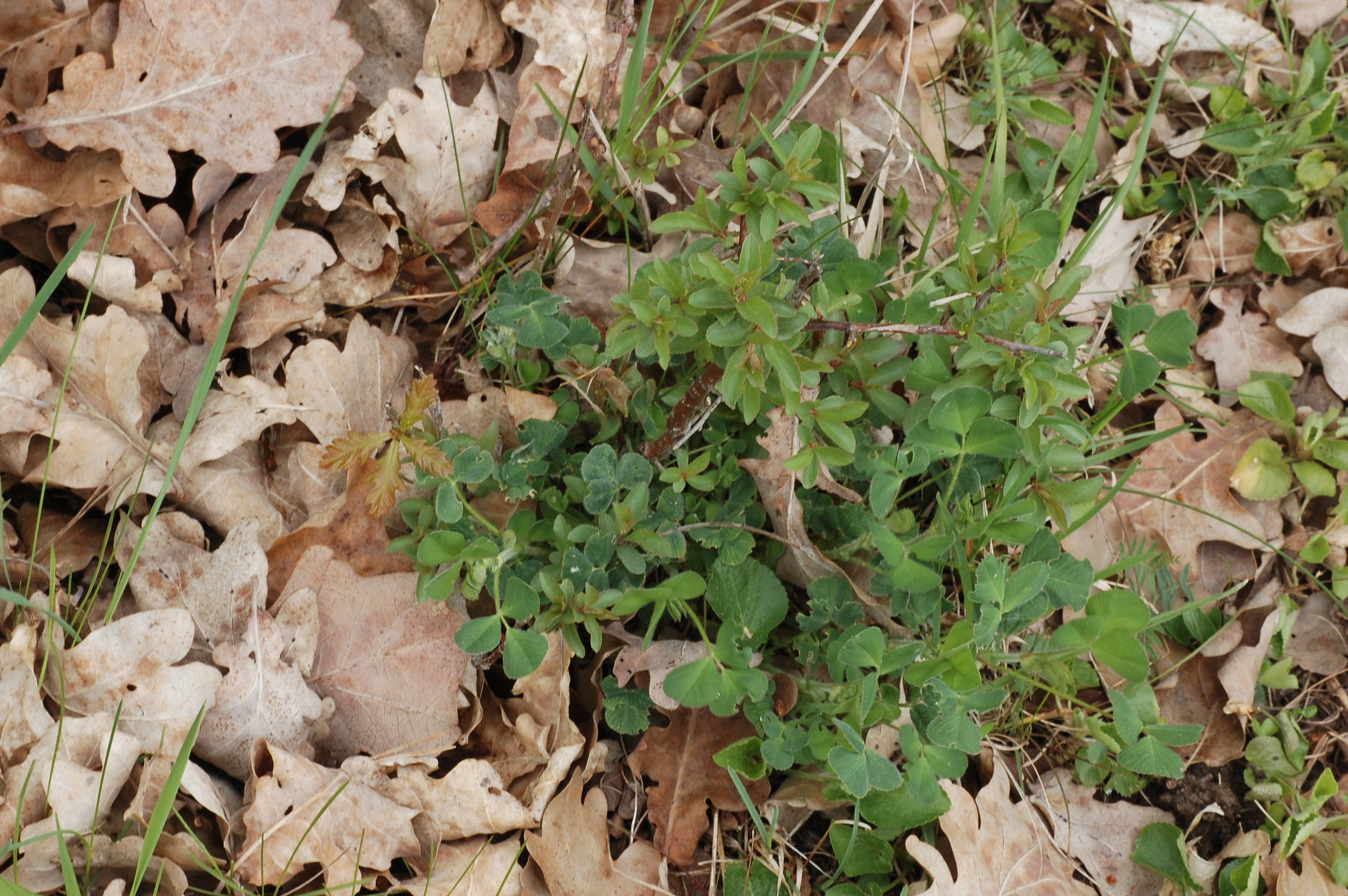
Сойки зазвичай ховають жолуді поблизу кущів. Саджанець дуба (зліва) росте в безпосередній близькості від молодої тернини.
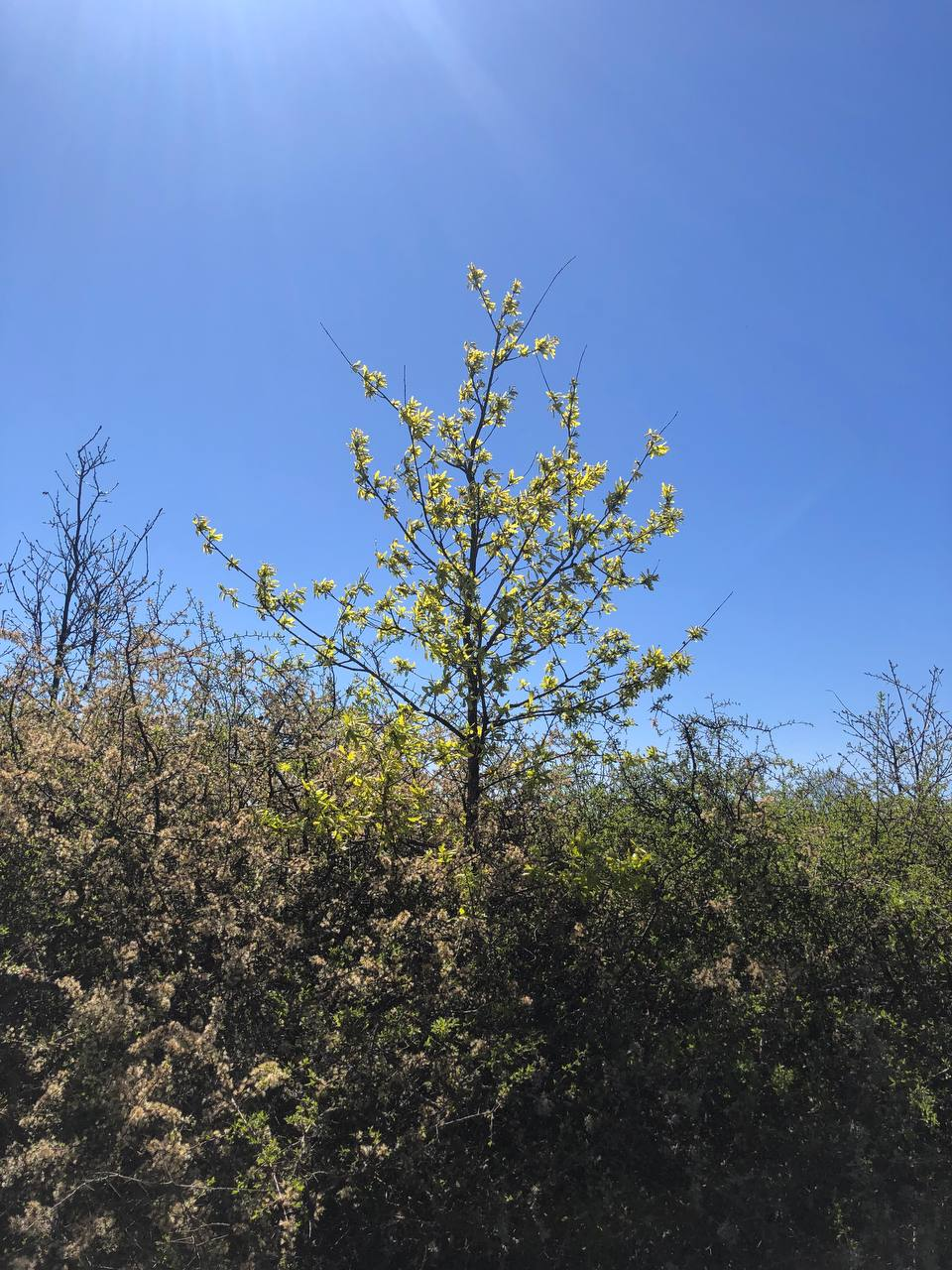
Колючі чагарники, такі як терен, можуть виступати як кущі-няньки для дубів, що розвиваються.
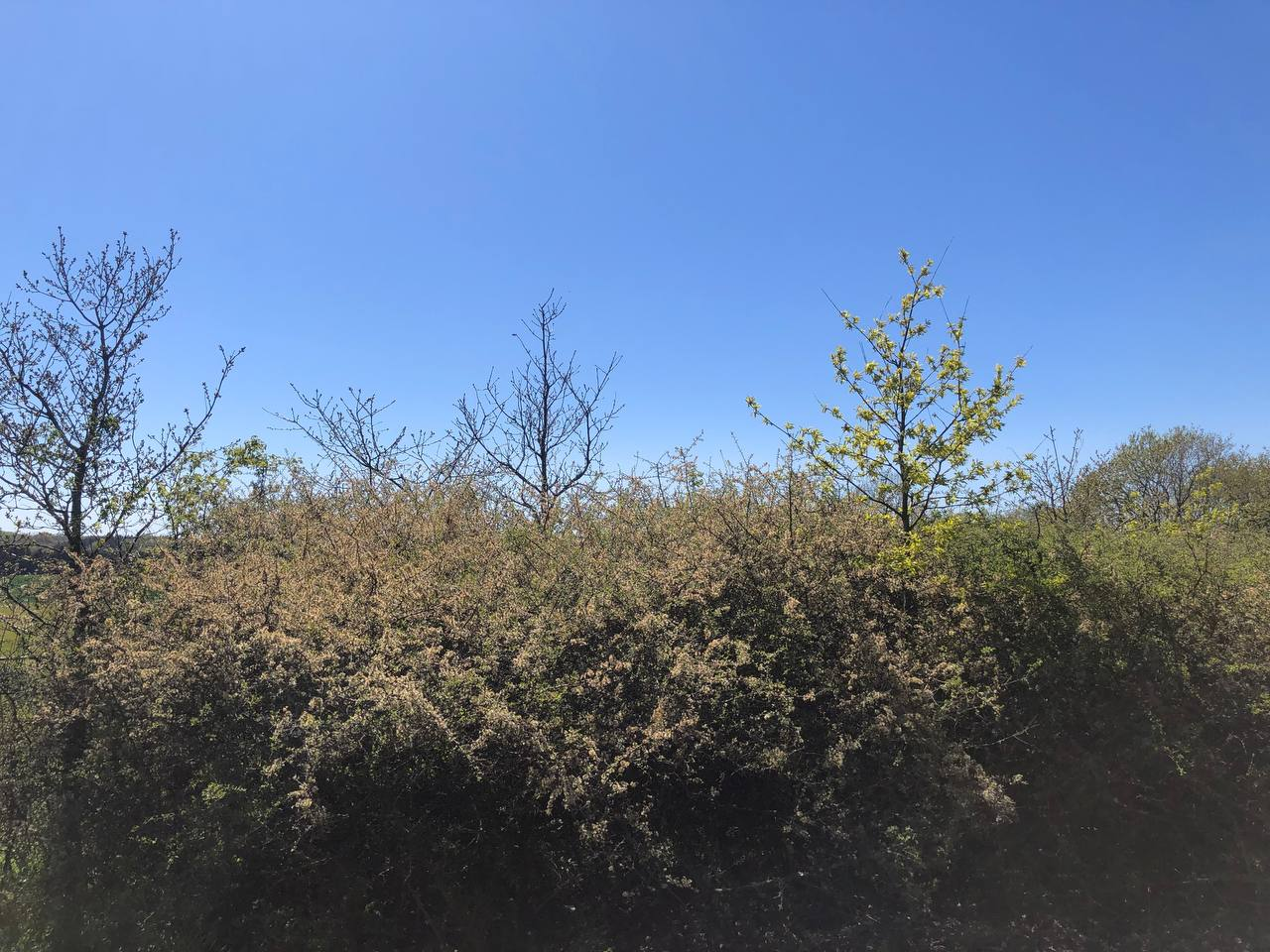
Якщо умови сприятливі, кущі-няньки можуть сприяти формуванню деревних насаджень з домінуванням дубів через асоціаційну стійкість.
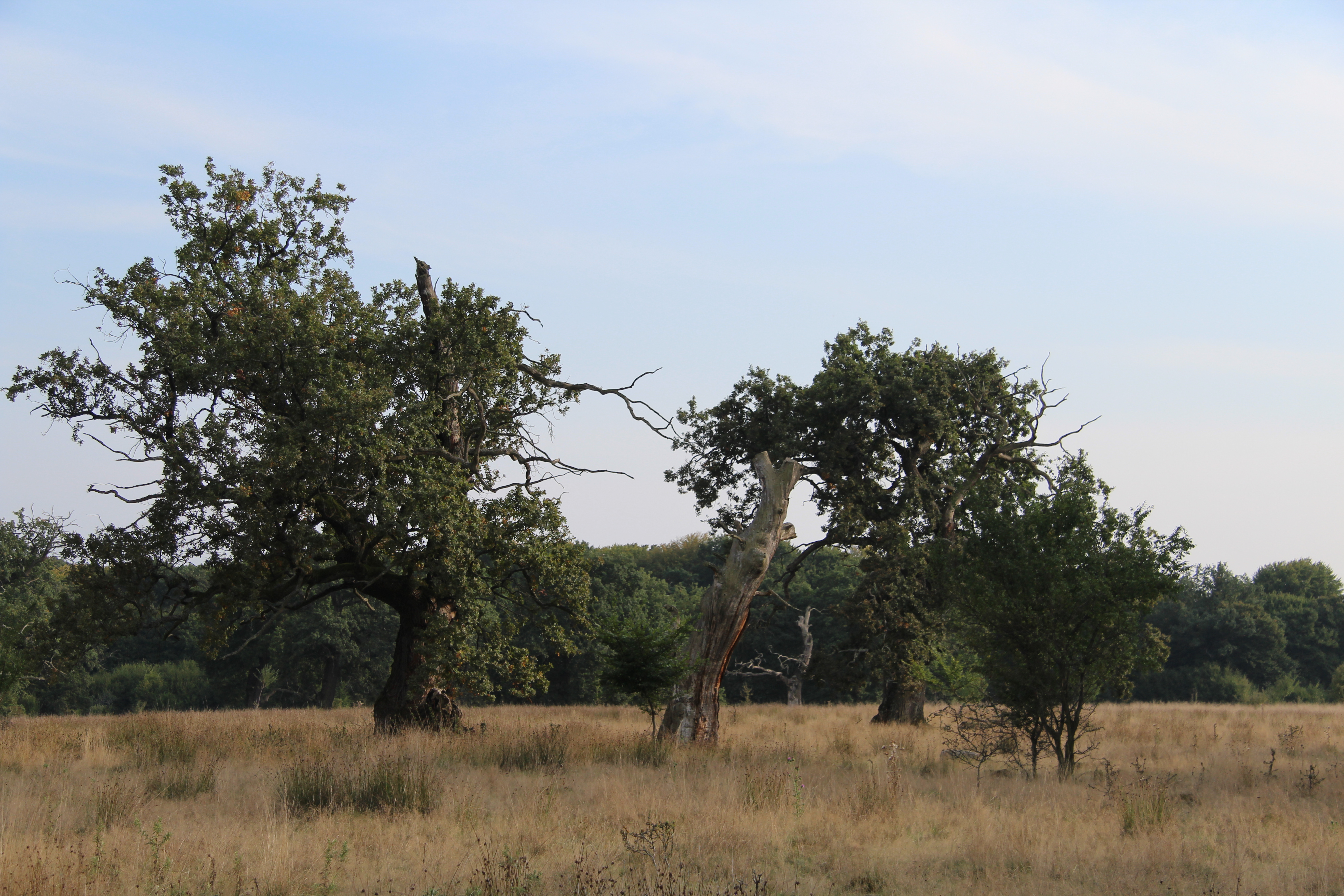
Зрештою, вирощені на пасовищах дуби, такі як ці звичайні дуби в заповіднику Брейте[en] поблизу Сігішоари, можуть перетворюватися на великі старі поодинокі дерева. У сільських ландшафтах ці старі дерева часто є ознаками давніх лісопасовищ.
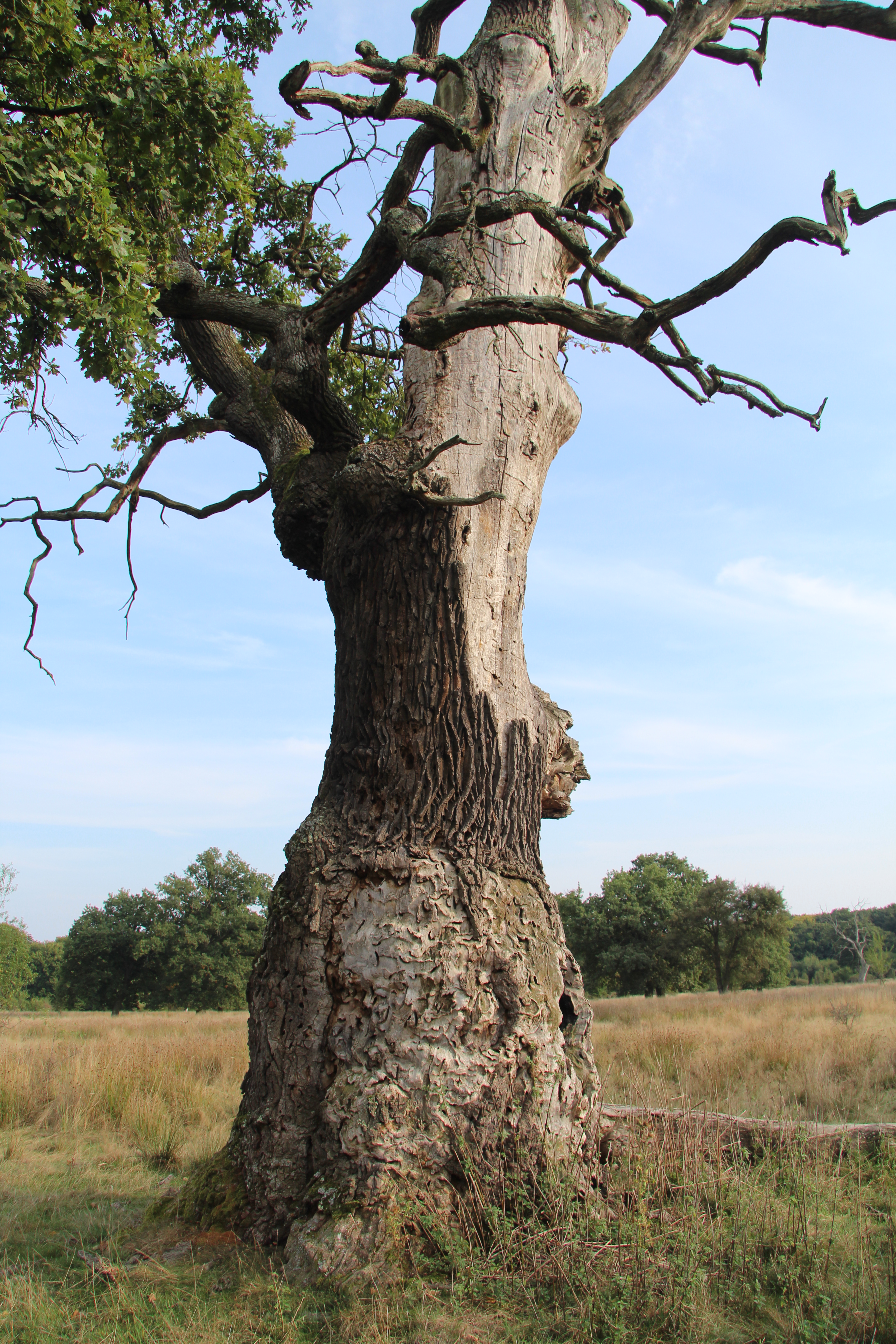
Зрештою внаслідок хвороби, удару блискавки чи старості дуби починають руйнуватися та гинути, утворюючи цінне оселище для різноманітних видів.

### Екологічні анахронізми
Вера стверджував, що оскільки в Європі існують інші породи дерев, які вибагливі до світла та часто колючі, зокрема звичайний глід, двостовпчиковий глід, кривочашечковий глід, колючий терен, лісова груша та лісова яблуня, їх екологію можна пояснити лише впливом великих рослиноїдних тварин, і що за відсутності таких тварин ці види являють собою екологічний анахронізм.

### Недоліки аналізу пилку

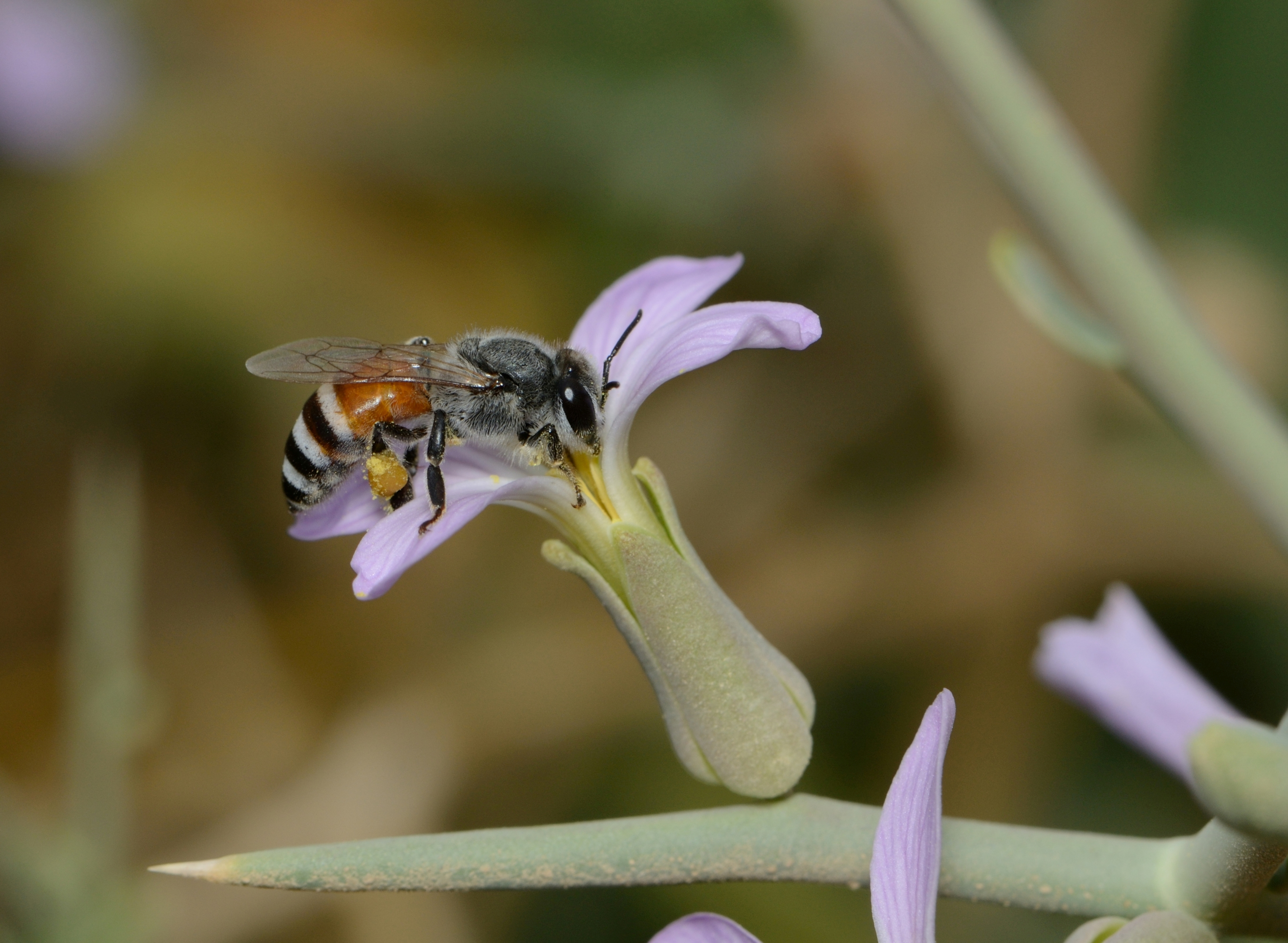
Пилок рослин, які запилюються комахами, наприклад Zilla spinosa, що запилюється Apis florea, рідко або ніколи не потрапляє в місця, які сприяють збереженню, наприклад на узбережжя озер. Тому він, як правило, недостатньо представлений у відкладах пилку.

Вера заперечив, що діаграми викопного пилку можуть адекватно відображати поширення видів у минулому, оскільки у відкладах пилку види, що запилюються вітром, представлені краще, тоді як види, що запилюються комахами, недостатньо представлені. Крім того, він припустив, що відсутність викопного пилку трав'янистих рослин можна пояснити високим тиском, який здійснювали травоїдні тварини, випас яких перешкоджав цвітінню трав. За таких умов, стверджував він, відкрите середовище, по якому розкидані поодинокі дорослі дерева, за відкладами пилку може виглядати як густий ліс. Вера припустив, що очевидна нестача пилку трав у відкладах, що датуються донеолітичним голоценом, не обов'язково може свідчити проти існування відкритих середовищ, на яких домінують трави. Однак зазвичай вважається, що понад 60 % пилку дерев у відкладах пилку вказує на закритий лісовий намет, що справедливо для переважної більшості європейських відкладів раннього та середнього голоцену. Місцевості, у відкладах пилку з яких пилок дерев становить менш як 50 %, вважаються пов'язаним з діяльністю людини.

### Хибне коло
Вера підкреслив, що домінуюча теорія пралісів зародилася в результаті спостережень за спонтанним відновленням лісів за відсутності травоїдних тварин. Він стверджував, що припущення про те, що ці тварини не справляють істотного впливу на природне відновлення і, таким чином, на структуру рослинності в цілому, було зроблено без порівняльного підтвердження, і тому теорія пішла по хибному колу. Дійсно, сучасне лісове господарство та теорія лісівництва виникли переважно в Новому часі і йшли пліч-о-пліч із триваючим скороченням площі громадських земель по всій Європі. Наслідком цього у багатьох випадках стала заборона на випас худоби в лісах, які раніше переважно являли собою відкриті лісопасовища, де часто переважали дуби. Вони були багатофункціональними та використовувалися для різноманітних цілей, від вигулу свиней та випасу худоби до підсікання дерев, збору листового корму, лісоматеріалів та чорнильних горішків для виробництва чорнил, а також для виробництва деревного вугілля, агролісівництва та вирощування фруктів. Колишні практики використання лісів часто можна відслідкувати за великою різницею у віці між поколіннями дерев, особливо якщо найстарішими деревами є дуби, а багато лісових заповідників Центральної Європи виникли як звичайні лісопасовища.

### Зміщені точки відліку
У природоохоронній сфері термін «зміщена точка відліку» був введений морським біологом Даніелем Полі, коли він зауважив, що деякі вчені, що вивчали рибальство, використовували розмір популяції риб на початку своєї кар'єри як точку відліку, незважаючи на те, чи рибні ресурси, які вони досліджували, вже були виснажені внаслідок експлуатації людьми, чи ні. Він зауважив, що оцінки, які ці вчені взяли за еталон, помітно відрізняються від історичних свідчень. Отже, Полі дійшов висновку, що з поколіннями уявлення про те, що вважається нормальним, змінюватиметься, а також може змінюватися те, що вважається виснаженою популяцією. Він назвав це «синдромом зміщення точки відліку».

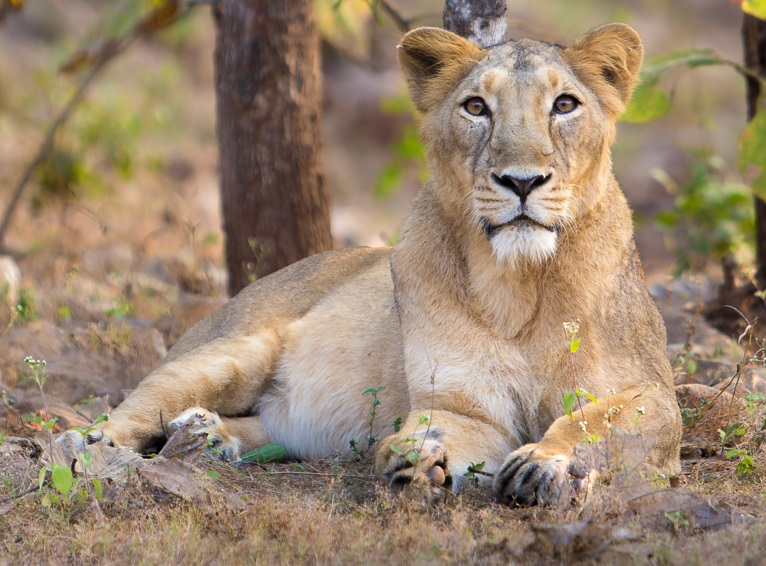
Прикладом зміщеної точки відліку є леви. Азійські леви були присутні на Балканах ще в часи античності, але мало хто з сучасних дослідників вважав би їх автохтонними мешканцями Європи. На фото азійська левиця у національному парку Гір в Індії.

У відповідності з цим можна стверджувати, що домінуючий природоохоронний наратив про домінування густих пралісів в Європі так само виник внаслідок зміщення кількох точок відліку:
- Хоча виглядає правдоподібно, що леви (Panthera spelaea, P. leo leo), леопарди (Panthera pardus spelaea, P. pardus tulliana)[b], гієни (Hyaena hyaena prisca, Crocuta crocuta spelaea), куони (Cuon alpinus europaeus), дикі віслюки (Equus hydruntinus[en], E. hemionus kulan)[c] та білогруді ведмеді (Ursus thibetanus mediterraneus,U. t. permjak), одні з жертв четвертинного та голоценового вимирання в Європі, все ще були б місцевими видами в Європі[75], якби вони не були винищені людьми, жоден із цих видів не зазначений як такий у додатках Оселищної директиви ЄС[76]. Подібним чином глобально вимерлі представники мегафауни, зокрема прямобивневі слони та носороги, ймовірно, мешкали б в Європі без втручання людини та мали б значний позитивний вплив на біорізноманіття та функції екосистем[77]. Тому дуже ймовірно, що вимирання мегафауни у пізньому плейстоцені та ранньому голоцені мало глибокі наслідки для європейських та світових екосистем[78][79][80], особливо з огляду на першорядне значення аналогічних тварин для сучасних екосистем Африки і Азії[81][82].

- Вера зазначив, що раніше такі англійські слова, як wold та forest (обидва означають ліс), мали інше значення, ніж у наш час. Тоді, як в наш час forest — це досить велика ділянка, густо поросла деревами, середньовічне латинське слово forestis, від якого воно походить, означало відкрите насадження дерев, дику та необроблену землю, дім для турів і диких коней. Згідно з історичними джерелами, у лісах росли глід, терен, черешні, лісові яблуні та лісові груші[en], а також дуби, які є світловимогливими породами, що не можуть успішно відновлюватися в густих пущах. З цього Вера дійшов висновку, що первинні дикі ліси все ще існували в Європі у часи середньовіччя. Таким чином, коли вчені XIX і XX століть припустили, що травоїдні тварини знищили первісні європейські густі праліси, вони неправильно тлумачили ці терміни. Натомість ці ліси, як він вважав, були знищені після промислової революції та збільшення кількості населення, яке вона спричинила, що, у свою чергу, призвело до надмірної експлуатації лісів[83].

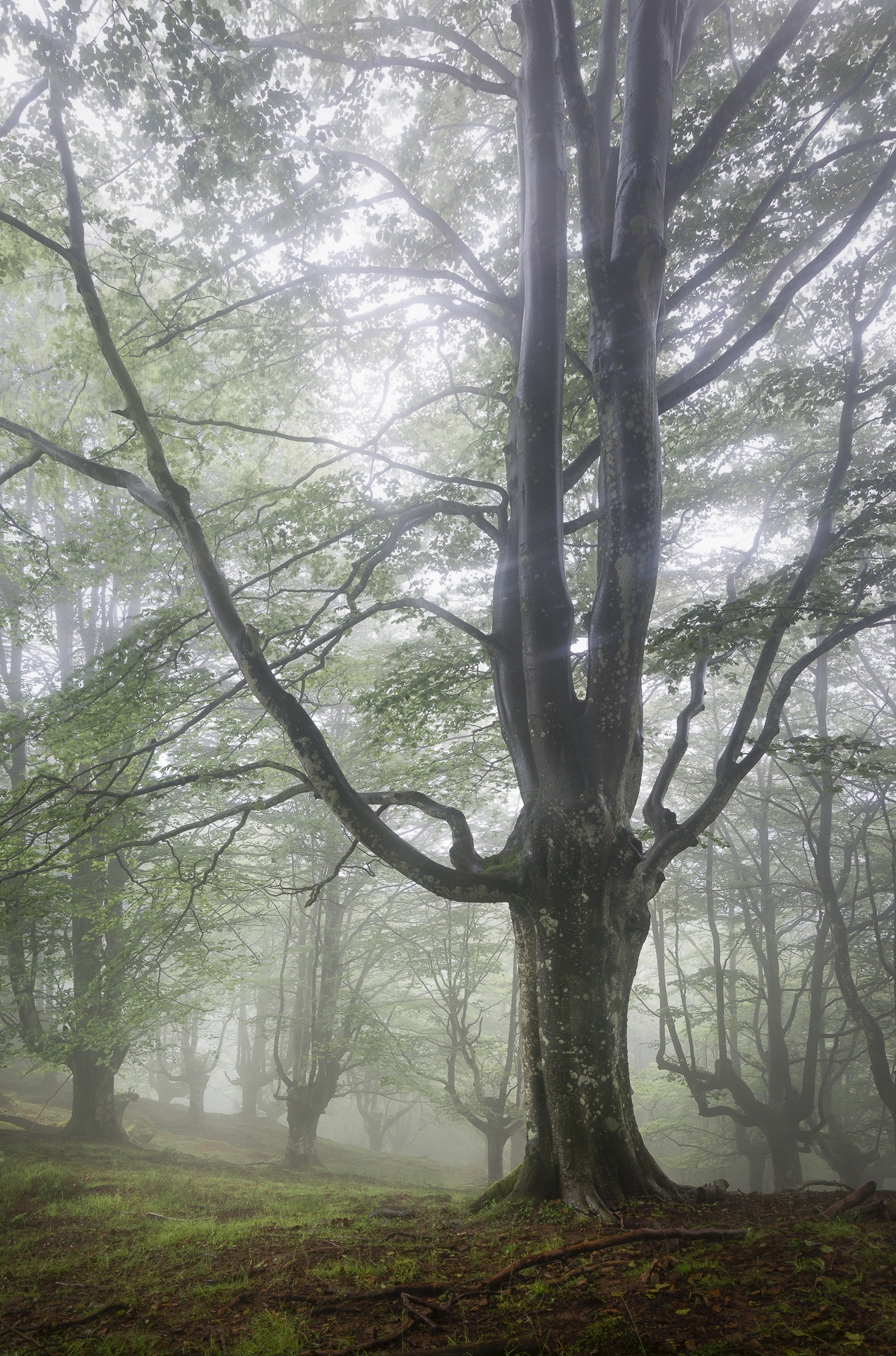
Багато європейських лісів раніше використовувалися як лісопасовища, дерева в них підсікання дерев або обрізали.

- Також Вера стверджував, що це початкове неправильне тлумачення породило інше неправильне тлумачення: відновлення лісу відбуватиметься природним чином зсередини лісу. Таким чином, науковці XIX та XX століть, такі як Еліас Ландольт[de], інтерпретували середньовічні правила випасу худоби, які сприяли відновленню дерев на узліссях, як такі, що сприяли загальному відновленню лісу. У ті часи люди віддавали перевагу твердим дровам над в'язанками хмизу, однак виробництво дрів вимагало вирубки старих дерев у віці, коли вони вже не могли утворювати кореневі паростки[en]. З часом це призвело до появи нової системи господарювання: заміни старих дерев саджанцями, які були спеціально висаджені або виросли природним чином завдяки контрольованій вирубці[en], яка звільнила для них місце. Ці ліси, що оновлялися завдяки людям, відрізнялися від диких пущ, що утворювалися природним чином. У німецькій мові оновлення лісу[de] називалося Naturverjüngung, а дикі пущі — Holzwildwuchse. Таким чином, відновлення лісу не було синонімом природного росту дерев без втручання людей. Лише у XIX—XX століттях ці поняття в німецькій мові змішалися. Однак через відсутність колючих кущів-няньок, які зникли через тінь під деревами, висаджені дерева все ж довелося захищати вручну. Таким чином, «природне відновлення» все ще залежало від таких робіт, як обробіток ґрунту та усунення бур'янів, що робило його не «природним» у традиційному розумінні. Натомість, за словами Вери, початкове значення слова «природний» у цьому контексті полягало в тому, що насіння впало з дерева, а дерево потім виросло саме по собі, на відміну від висадженого. Ця зміна в очікуванні того, де слід було очікувати відновлення дерев, від колючих узлісь лісопасовищ до внутрішньої частини закритих деревних насаджень, згодом призвело до думки, що рослиноїдні тварини шкодять відновленню лісів, і виникла необхідність у відгородженні територій, захисті для дерев[en] та контролі над популяціями тварин шляхом полювання[83][84].

- Велика рогата худоба та коні, які вважалися «чужими» для ландшафту, подібними до інвазивних видів, тепер також були вилучені з лісів, як це сталося на колишніх лісопасовищах, таких як Біловезька пуща, тому що вони вважалися шкідливими для утворення нових перестійних лісів. Водночас поява в Європі картоплі зробила панаж (відгодівлю свиней жолудями) застарілим, а на зміну традиційному випасу худоби на лісопасовищах прийшло спеціальне розведення польової люцерни та інших видів трав[83]. Разом ці механізми створили просторовий поділ між тваринництвом і лісовим господарством, пасовищами та лісами, закріпленим у сучасному законодавстві та на практиці.

- Нарешті, втрати біорізноманіття, пов'язані з перетворенням відкритих луків, чагарниково-трав'янистих узлісь, а також оновлюваних лісових насаджень на густі ліси, були легітимізовані припущенням, що ліс був єдиною природною екосистемою, і, отже, втрати видів були пов'язані з природними причинами[83].

Однак вагомим аргументом, який може підважити етимологічні докази Вери, є те, що склад середньовічних лісів може не мати відношення до їх природності. Оскільки до початку середньовіччя сільське господарство вже було поширене у більшості країн Європи протягом тисячоліть, припущення, що та рослинність, яку люди того часу сприймали як природну, справді була нею, може бути нереалістичним. Навпаки, сумнівно, що до цього часу на рівнинах Центральної та Західної Європи збереглася незаймана природна рослинність.

### Сукцесія в пасовищних екосистемах
Існує кілька екологічних процесів, що діють у системах випасу травоїдних тварин, — асоціативна стійкість, мінлива мозаїка, циклічна сукцесія, динаміка прогалин тощо. Ці процеси спільно трансформували б навколишній ландшафт, згідно з моделлю Вери.

#### Асоціативна стійкість
Термін «асоціативна стійкість» описує взаємозв'язки між рослинами, які ростуть поряд та взаємно сприяють одна одній у боротьбі проти біотичних та абіотичних стресів, таких як випас, посуха або засолення. У випадку пасовищних екосистем цей термін стосується взаємодії дерев та колючих кущів-няньок. Асоціативна стійкість може бути ключовим процесом у пасовищних середовищах, що забезпечує природну сукцесію.

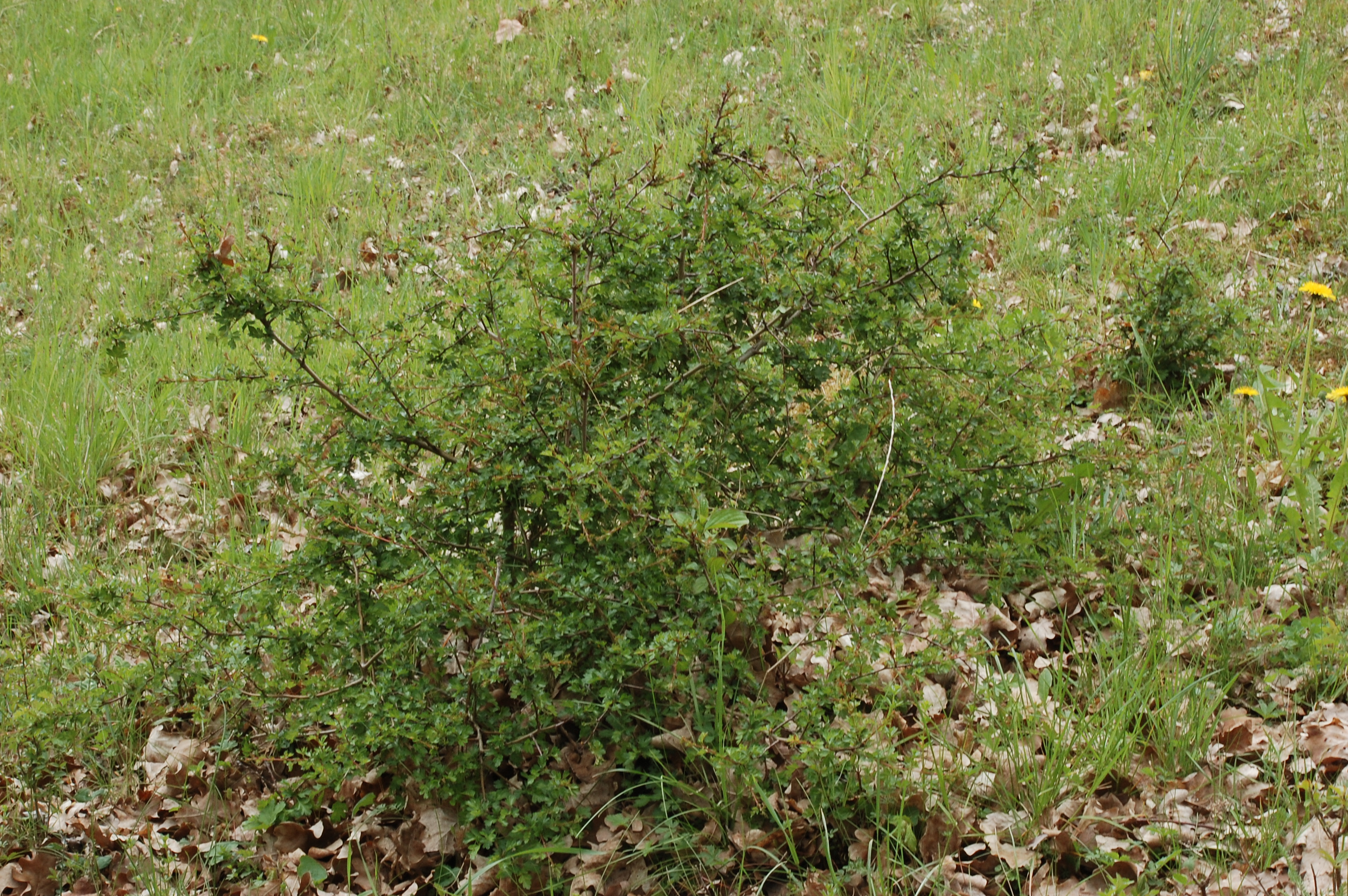
Молодий кущ глоду, який активно під'їдається худобою, тому має таку форму. Молодий кущ дерену всередині користується захистом колючок глоду.

У помірній зоні Європі сукцесія на пасовищах зазвичай починається з «острівців», ділянок, на яких рослиноїдні тварини відклали гній і деякий час після цього уникають їх. Цей час достатній для того, щоб на цих «острівцях» виросли неприємні для цих тварин види, такі як ситник і кропива, а також купини високої трави, зокрема щучника. Ці трави, у свою чергу, забезпечують захист для колючих кущів, таких як терен, шипшина, глід, яловець, ожина, падуб і барбарис, протягом раннього віку, коли вони ще не мають захисних колючок і тому вразливі. Після того, як колючі саджанці повністю приживуться, вони з часом стають більшими і згодом дозволяють іншим, менш стійким видам закріпитися в їхньому колючому захисті, утворюючи чагарниково-трав'янисте узлісся разом із такими видами, як калина, бирючина та дерен. З часом серед цих чагарників з'являється черешня, берека, звичайна та круглолиста горобина та інші види, що поширюються плодоїдними птахами через послід, оскільки в кущах часто відпочивають птахи.
З іншого боку, горіхоплідні види дерев та чагарників, зокрема ліщина, бук, каштан, звичайний і скельний дуб, навмисно «висаджуються» поблизу цих чагарників гризунами, зокрема вивірками та лісовими мишами, повзиками, а також воронами, сороками, круками та, особливо, сойками, які запасають горіхи на зиму. У Європі сойки є найважливішими розповсюджувачами жолудів, які ті закопують окремо або невеликими групами. Сойки не тільки ховають жолуді на глибині, яка сприяє росту саджанців дуба, але й також віддають перевагу достатньо освітленим місцям, тобто відкритим лукам та перехідним ділянкам між луками та чагарниками, поблизу чагарників. Оскільки дуби відносно вимогливі до світла, але не мають здатності самостійно регенерувати під сильним тиском з боку травоїдних тварин, поведінка сойок приносить значну користь дубам, оскільки птахи забезпечують умови, необхідні рослинам для оптимального росту та здоров'я. Аналогічним чином повзики відіграють визначну роль у поширенні ліщини.
Крім того, такі види, як лісова груша, лісова яблуня та садова горобина, які дають відносно великі плоди, розповсюджуються рослиноїдними тваринами, зокрема сарнами, благородними оленями і биками, або всеїдними тваринами, такими як дикі свині, звичайні лисиці, європейські борсуки та звичайні ракуни, тоді як насіння клену, в'язу, липи, ясена та інших видів, що розповсюджується вітром, випадково потрапляє в ці кущі.
Таким чином, колючі чагарники відіграють важливу роль у регенерації дерев на рівнинах Європи. Існують докази того, що подібні процеси також можуть забезпечити виживання чутливих до травоїдних тварин видів, як-от горобина, у бореальних лісах (тайзі).

#### Мінлива мозаїка та циклічна сукцесія

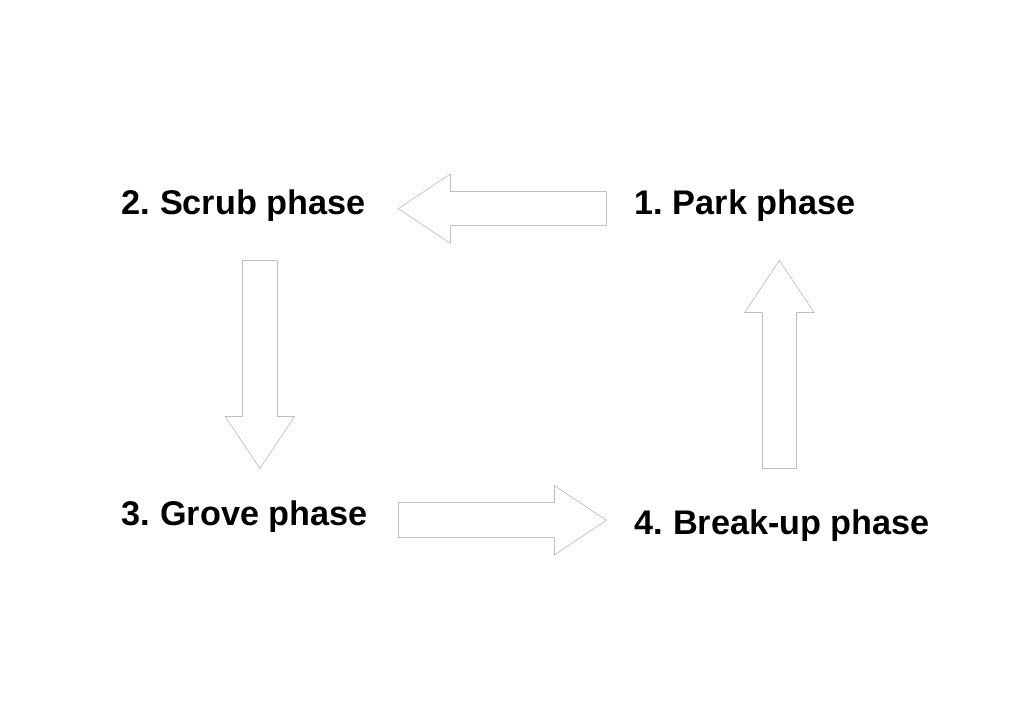
Згідно з гіпотезою, існують чотири фази сукцесії. У фазі парку переважають луки та пустища. У фазі чагарників вони замінюються на колючі чагарники, які, у свою чергу, забезпечують захист молодих дерев. Потім, у фазі гаю, саджанці підростають і витісняють кущі-няньки. Згодом, у фазі розпаду, дерева починають вмирати, гаї рідшають і лучні види повертаються.

Таким чином, природна пасовищна екосистема проходить через різні стадії сукцесії. Спочатку в ній переважають несмачні багаторічні рослини, які є притулком для колючих здерев'янілих рослин. Ці рослини з часом починають утворювати хащі та сприяють росту більших, приємніших для тварин кущів та дерев. Згодом дерева утворюють тінь, у якій світлолюбні колючі чагарники глоду чи терену не можуть рости. Через тиск з боку рослиноїдних тварин (зокрема через поїдання листя і пагонів, витоптування та валяння) під дорослими деревами не можуть рости навіть молоді тіньовитривалі саджанці. Тому, як тільки ці дерева починають гинути внаслідок старості чи інших факторів, таких як патогени, хвороби, удари блискавки чи вітроломи, залишається відкрита, гола земля, яку починають колонізовувати несмачні трави, починаючи цикл заново.
Таким чином, у великому масштабі різні сукцесійні стадії сприятимуть створенню екосистеми, де відкриті луки, чагарники, емерджентні дерева, що підіймаються над ними, гаї та поодинокі дерева існують поруч одне з одним, а чергування цих сукцесійних стадій створить динамічну мінливу мозаїку рослинності, яка, у свою чергу, стимулює високе біорізноманіття. Отже, на противагу моделям лінійної або циклічної сукцесії пралісів, модель Вери є моделлю сукцесійних циклів або мінливої мозаїки.
Насправді не всі території обов'язково були б об'єктом цієї постійної зміни. Оскільки травоїдні тварини зазвичай віддають перевагу лукам, а не закритим лісовим насадженням, можливо, на практиці тривалий час порід співіснували б три різні типи ландшафту: постійно відкриті території, постійно закриті гаї та території, що постійно перебувають у циклічній сукцесії мінливої мозаїки.

## Доісторична точка відліку

### Еємський ландшафт

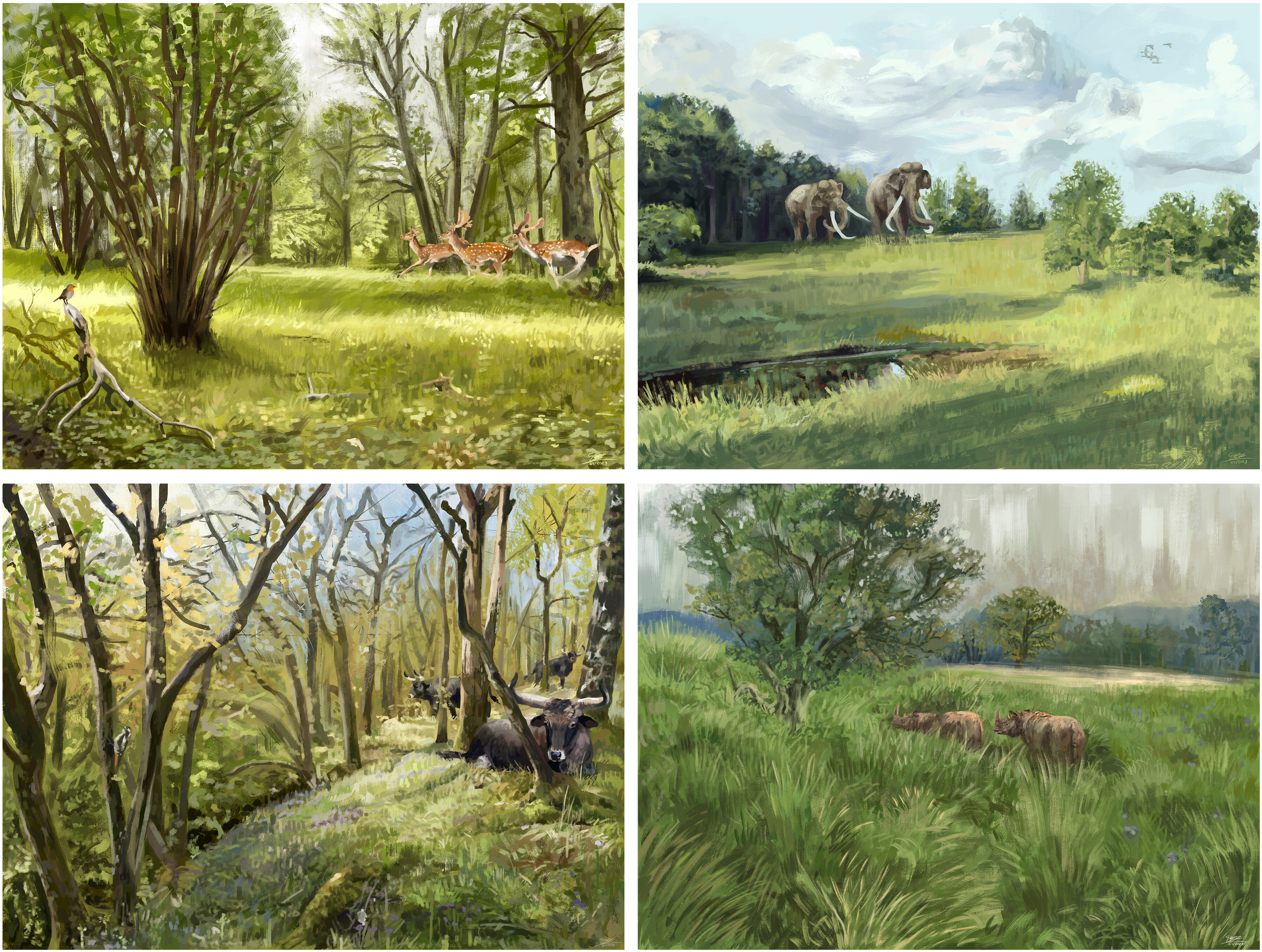
Колаж помірних мішаних лісів Європи у часи Еємського періоду. Тварини за годинниковою стрілкою: лані, прямобивневі слони, лісові носороги та тури.

Хоча сам Вера обмежив свої аргументи голоценом та фауною, присутньою в історичні часи, дослідження краще підтверджують його твердження щодо більш ранніх міжльодовикових періодів. Сучасні люди, ймовірно, мали сильний вплив на природу Європи з моменту їх першої появи тут під час Віслинського зледеніння, що спонукало деяких дослідників критикувати точку зору Вери на ранній і середній голоцен як на приклад незайманої природи. Натомість вони стверджують, що незаймана природа існувала в Європі лише до появи Homo sapiens. На їхню думку, найкращою моделлю того, як виглядав би справді природний ландшафт під час теплого періоду в Європі, є Еємський міжльодовиковий період, який тривав від 130 000 до 115 000 років тому, до початку останнього льодовикового періоду. Це був останній теплий період перед початком голоцену, та останній теплий період до появи Homo sapiens. Хоча архаїчні люди у вигляді неандертальців існували в Європі у цей час, їхній вплив, ймовірно, був локальним через низьку густоту населення. Палеоекологічні дані з цього теплого періоду справді свідчать про те, що напіввідкриті ландшафти, як постулював Вера, були широко поширені, і, скоріш за все, підтримувалися великими рослиноїдними тваринами. Однак поряд із цими напіввідкритими ландшафтами дослідники також знайшли докази існування густих лісів. Загалом ландшафт Еємського періоду був дуже динамічним і, ймовірно, складався з ландшафтів різного ступеня відкритості — відкритих луків, лісопасовищ, світлих рідколісь та густих лісів.

### Європейська мегафауна
Еємський міжльодовиковий період був одним із багатьох теплих міжльодовикових періодів протягом четвертинного періоду, з яких голоцен (або фландрійський інтергляціал) є найновішим. Ці чергування льодовикових і міжльодовикових періодів, спричинені циклами Міланковича, мали значний вплив на біосферу. У Центральній Європі в середньому і пізньому плейстоцені результатом цих коливань стало чергування двох дуже різних фауністичних та флористичних комплексів. Палеолоксодоновий фауністичний комплекс, що домінував у періодах з теплим помірним кліматом, включав прямобивневого лісового слона, лісового носорога, степового носорога, бегемотів, європейського водяного буйвола, тура та кілька видів оленів, зокрема тих, що входять до сучасної фауни Європи. Ядром цього комплексу було Середземномор'я. Його представники періодично поширювалися звідси до решти Європи під час теплих міжльодовикових періодів, а під час льодовикових періодів відступали до середземноморських рефугіумів. Тим часом мамонтовий фауністичний комплекс, що домінував у періодах з холодним помірним кліматом та включав волохатого мамонта, волохатого носорога, північного оленя, сайгака, вівцебика, степового зубра, песця та лемінгів, був поширений на величезних територіях Північної Євразії та Північної Америки, а під час льодовикових періодів просувався вглиб Європи. Інші тварини, такі як коні, печерні леви, шаблезубі коти, плямисті гієни та вовки були частиною обох фауністичних комплексів. Обидві групи тварин циклічно поширювалися і відступали, залежно від сприятливого клімату, але в рефугіумах, які продовжували забезпечувати оптимальні для них умови, вони були присутні постійно.

### Четвертинне вимирання

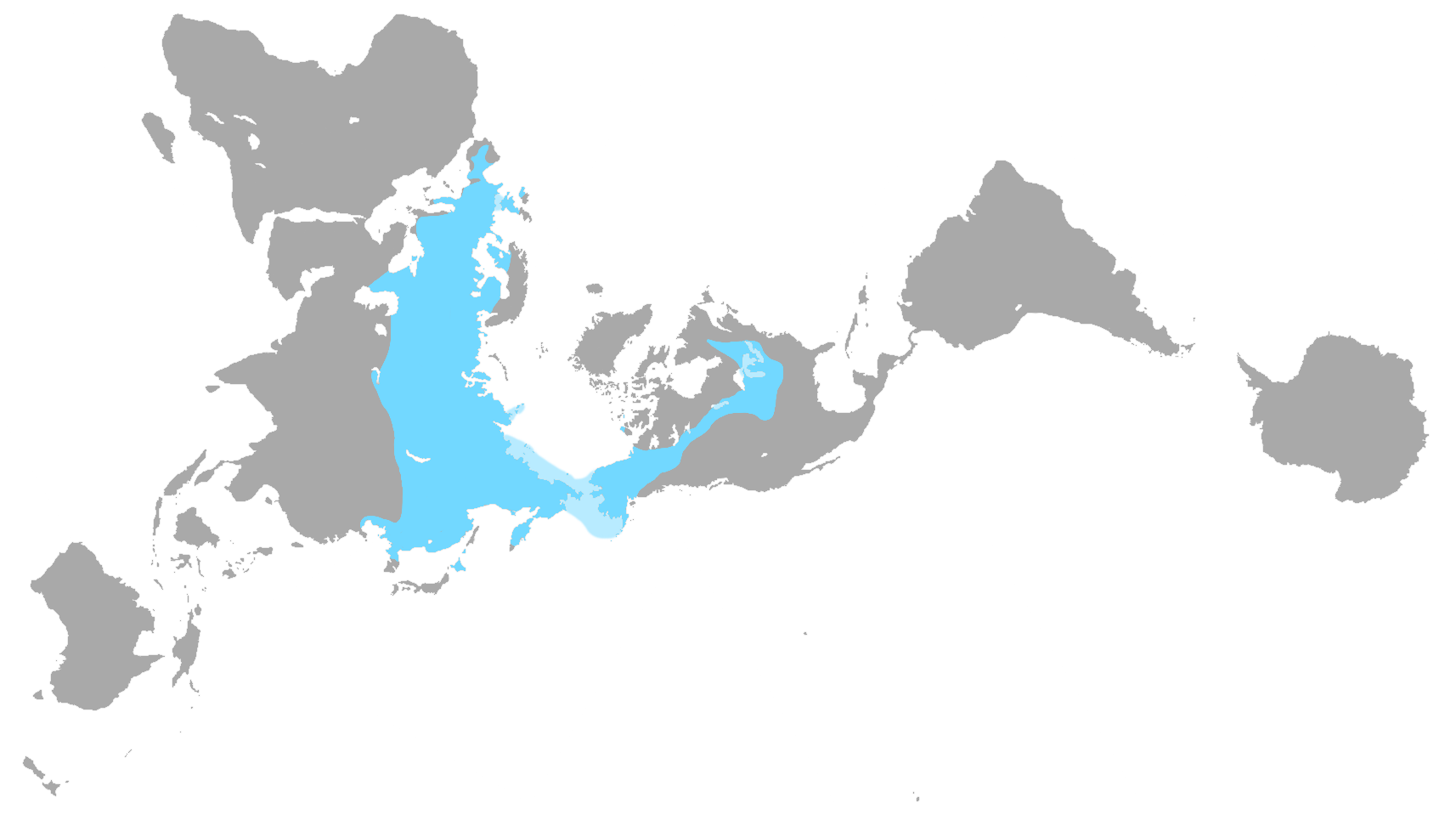
Поширення волохатих мамонтів у плейстоцені, яке показує найширше поширення тундростепую

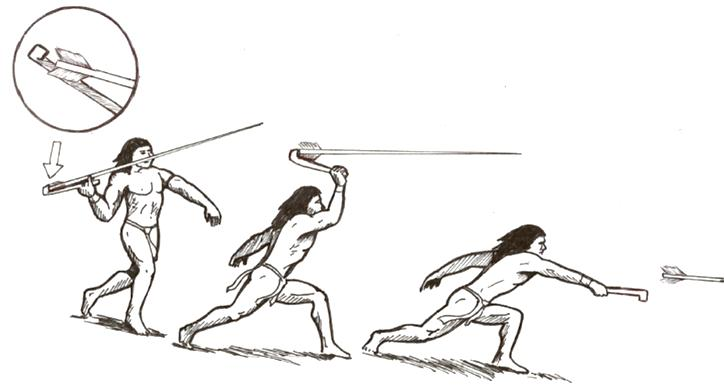
Списокидалки використовувалися в Європі принаймні з пізнього верхнього палеоліту і були ефективною зброєю для вбивства великої товстошкірої здобичі.

Однак до початку останнього льодовикового максимуму представники палеолоксодонової фауни (бегемоти, прямобивневі слони, лісові і степові носороги та неандертальці), а також сибірські еласмотерії почали зникати і з часом вимерли. На початку льодовикового максимуму популяції плямистих гієн та печерних ведмедів (Ursus spelaeus, Ursus ingressus) різко скоротилися і згодом вимерли. Після завершення льодовикового максимуму і до початку голоцену вимирання продовжилося, причому його жертвами стали багато видів-символів льодовикового періоду, зокрема волохаті носороги, печерні леви, великорогі олені та волохаті мамонти, хоча невеликі регіональні популяції волохатих мамонтів та степових зубрів збереглися до голоцену, а великорогі олені були присутні на Південному Уралі в історичний час. Ці вимирання різні дослідники пояснювали впливом людини, зміною клімату або комбінацією цих факторів.
Вимирання не обмежувалося Європою чи Палеарктикою, а відбувалося на всіх континентах, крім Антарктиди, збігаючись у часі з міграціями Homo sapiens. Разом ці вимирання широко відомі як четвертинне вимирання. У той час як сьогодні такі представники мегафауни, як хоботні, носорогові та бегемотові, які зазвичай досягають ваги 1000 кг, існують виключно на Глобальному Півдні, зокрема в субсахарській Африці та в Південній і Південно-Східній Азії, наземні ссавці порівняного або більшого розміру кочували просторами Північної півкулі та Південної Америки до відносно недавнього часу. До початку голоцену 11 700 років тому мегафауна Глобальної Півночі по черзі вимирала або була суворо обмежена географічно. Яскравими прикладами є різні хоботні, носорогові, наземні лінивці, а також усі південноамериканські копитні, гліптодонтові та дипротодонтові.
Крім того, багато ссавців вагою понад 45 кг, які до четвертинного вимирання були поширені на всіх континентах, крім Антарктиди, вимерли локально або глобально, а інші скоротили свій ареал. До сучасних таксонів, які колись були більш широко поширені, належать сайгаки, вапіті, білогруді ведмеді, бізони, гірські куони, леви, леопарди, ягуари та великі мурахоїди. Дослідження також показали, що існуючі види мегафауни, які пережили вимирання, зазнали різкого скорочення популяції, яке почалося в той же час і продовжується до наших днів. Хоча точна причина цього залишається дискусійною, здається очевидним, що екологічні ніші в Європі, на Близькому Сході, на великих територіях Азії та Америки залишилися незайнятими.

### Вплив вимирання мегафауни
Наслідки глобального вимирання мегафауни були далекосяжними. Вони завдали значної шкоди екосистемам і продовжують завдавати її досі. Подія четвертинного вимирання є безпрецедентною в кайнозої (тобто з часів вимирання непташиних динозаврів) за своєю вибірковістю на користь великих тварин. Відповідно, сучасні європейські екосистеми, у яких винищена мегафауна, значно відхиляються від багатої на мегафауну еволюційної норми. Подібно до того, як стада рослиноїдних тварин, таких як гну, зебри, імпали, буйволи та слони, диктують моделі рослинності африканської савани, а не навпаки, здається ймовірним, що стада рослиноїдних тварин могли забезпечувати подібні екосистемні функції в регіонах помірної зони до четвертинного вимирання.
У Європі, де було втрачено багато видів, зокрема прямобивневих слонів, два види носорогів і бегемотів, це означає, що їхні екосистемні функції, такі як споживання рослинної маси та розповсюдження насіння, також були втрачені. Науковці стверджують, що без порушень, які створюють ці тварини, ліси могли б безперешкодно розвиватися, а ландшафти ставали б більш однорідними. Оскільки це згубно для видів, адаптованих до присутності мегафауни, деякі вчені виступають за плейстоценовий ревайлдинг — реінтродукцію цих тварин, де це можливо, або впровадження сучасних проксі-видів для заміни вимерлих видів та їхнього екологічного впливу.

## На шляху до розв'язки
Ідеї Вери були названі «викликом ортодоксальному мисленню», а його книга отримала широке схвалення колег. Після її публікації серед науковців спалахнули дискусії про характер історичних і доісторичних ландшафтів Європи. Однак дослідження викопного пилку загалом не підтвердили твердження Вери про широке поширення напіввідкритих саван на ранніх стадіях голоцену, а скоріше підтвердили конкуруючу та більш широко прийняту теорію пралісів. Альтернативні підходи до палеоекологічного моделювання на основі викопного пилку та використання різноманіття жуків як індикатора відкритості ландшафту також підтверджують точку зору про домінування лісів на більшій частині Європи у ранньому та середньому голоцені. Отже, ботанік Джон Біркс виступив за відмову від гіпотези лісопасовищ. Однак він визнав, що палеоекологи, які досліджували четвертинний період, раніше переважно ігнорували роль травоїдних тварин у лісових угрупованнях, і що наразі цей погляд змінюється.
З іншого боку, після публікації праці Вери почав формуватися консенсус щодо того, що, хоча ліси, швидше за все, домінували на ранніх етапах голоцену, вони ніколи не були таким густими і всеосяжними, як передбачалося раніше. Дослідження показали, що структура лісів значно відрізнялася між регіонами: вони були порівняно високими у Центральній Європі та нижчими в регіоні Атлантики. Окрім клімату, рельєф також міг відігравати значну роль у структурі лісів. Схоже, тури віддавали перевагу родючим долинам річок і рівнинам, що, можливо, локально сприяло відкритості ландшафту, тоді як пагорби та гірські хребти були більш лісистими. Загалом, густі праліси, ймовірно, охоплювали не більше 60 % території у більшості регіонів Європи, а решта територій була поділена між рідколіссями, саванами та відкритими ландшафтами. Отже, Європа у ранньому та середньому голоцені була більш вкрита лісами, ніж сьогодні або під час попередніх міжльодовикових періодів, але не була суцільною лісистою місцевістю.

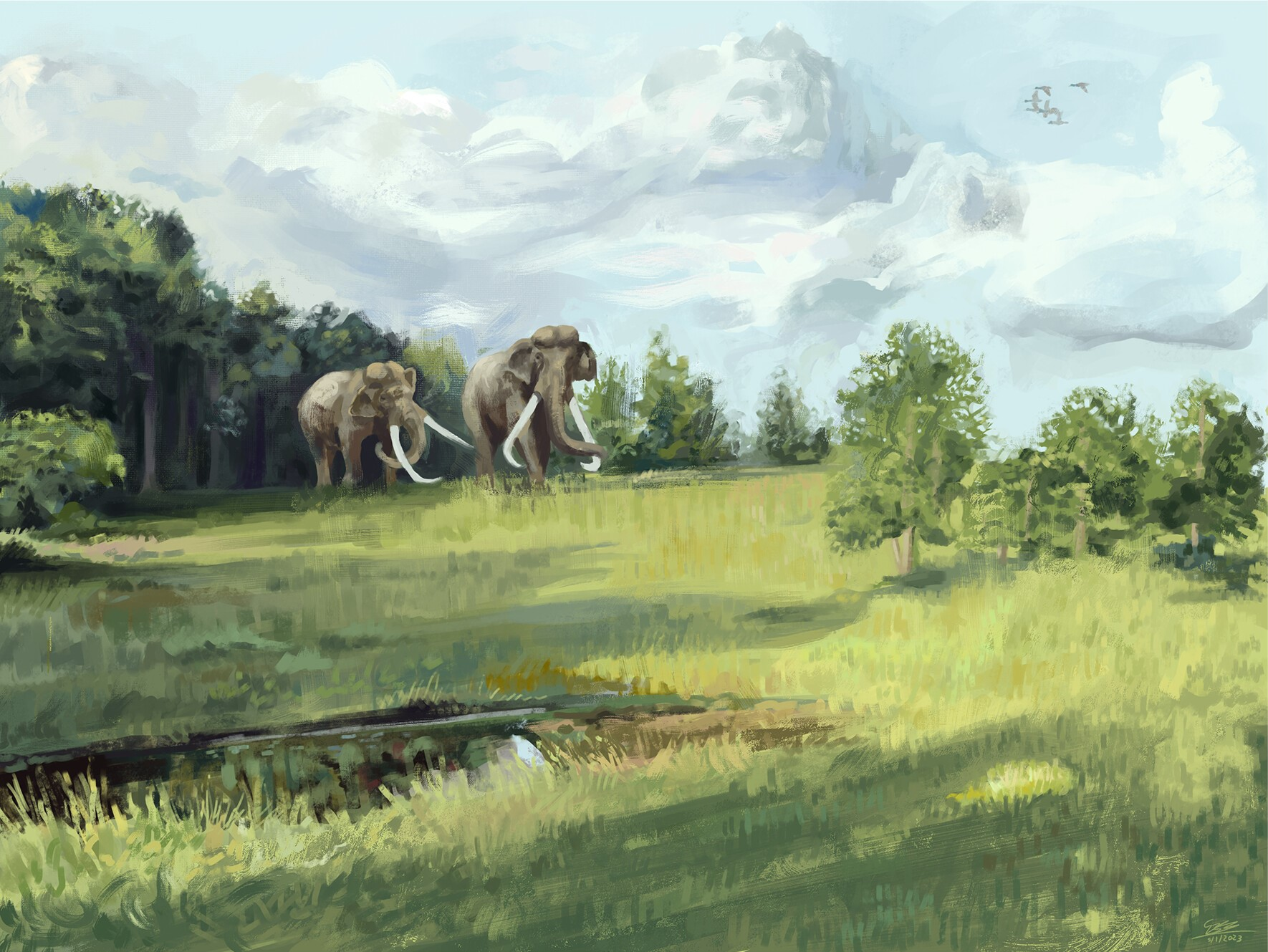
Реконструкція життя двох прямобивневих слонів під час Еємського міжльодовикового періоду. Палеоекологічні дані свідчать про те, що мегафауна помірної зони Європи, можливо, формувала мозаїчний ландшафт.

У 2005 році Кеті Ходдер та інші дослідники опублікували статтю, у якій вони підкреслили важливість для доісторичних ландшафтів інших факторів порушення, крім впливу рослиноїдних тварин, зокрема лісових пожеж, і вказали, що як теорія пралісів, так і модель Вери здебільшого ігнорували цю можливість. Її випуск збігся з відкриттям кількох видів вогнелюбних жуків та покладів деревного вугілля в європейському донеолітичному голоцені. У цій же статті Ходдер стверджувала, що за визнанням впливу великих рослиноїдних тварин не обов'язково слідує висновок, що вони утворювали відкриті паркоподібні ландшафти, описані Верою. Водночас дослідження показали, що за нинішнього клімату вільний випас та переміщення великих травоїдних тварин справді може впливати на сукцесію рослинності і навіть тимчасово зупиняти її, як стверджує Вера.
Вибір Верою мезоліту як прикладу незайманого природного ландшафту також був підданий критиці, оскільки вплив людей на природу у цей період є недостатньо дослідженим. Анатомічно сучасні люди присутні в Європі 50-40 тисяч років, і дослідження показали, що вже у ранньому голоцені вплив людини на навколишнє середовище був другим за значенням після клімату і більшим за вплив, який здійснювали рослиноїдні тварини. Експансія сучасної людини з Африки в пізньому плейстоцені часто згадується як причина одночасного глобального вимирання переважно великих ссавців. У статті 2014 року еколог Крістофер Сандом та інші дослідники виявили, що збіднення мегафауни, яка залишилася в Європі після четвертинного вимирання, може бути причиною зменшення відкритості ландшафту. Вони дійшли такого висновку, порівнюючи рештки жуків із голоцену та Еємського інтергляціалу Британії як показники ступеня відкритості. Дослідження жуків показало, що під час Еємського міжльодовикового періоду відкритість ландшафту була пов'язана з високою щільністю мегафауни. Навпаки, у ранньому голоцені за відсутності мегафауни переважали густі праліси. Важливість впливу великих рослиноїдних тварин на рослинний покрив і значення вимирання мегафауни в цьому плані також було підкреслено в інших дослідженнях.

## Наслідки

### Наслідки для природоохоронної практики
Гіпотеза Вери має важливе значення для природоохоронної теорії та практики, оскільки вона наголошує на важливості луків у помірній зоні Європи та їх легітимності як природних ландшафтів, які важливі для збереження. У рамках теорії пралісів, ці та пов'язані з ними типи ландшафтів, такі як пустища, розглядалися як суто або переважно антропогенні ландшафти, природно обмежені територіями, досить маргінальними, щоб запобігти утворенню лісів. Натомість вважалося, що в зоні широколистяних лісів переважають кульмінаційні угруповання тіньовитривалих видів, які лише іноді порушуються лісовими пожежами, вітроломами або тваринами.
Прикладами цієї теорії є Біловезька Пуща на польсько-білоруському кордоні, а також Гайніч у Центральній Німеччині.

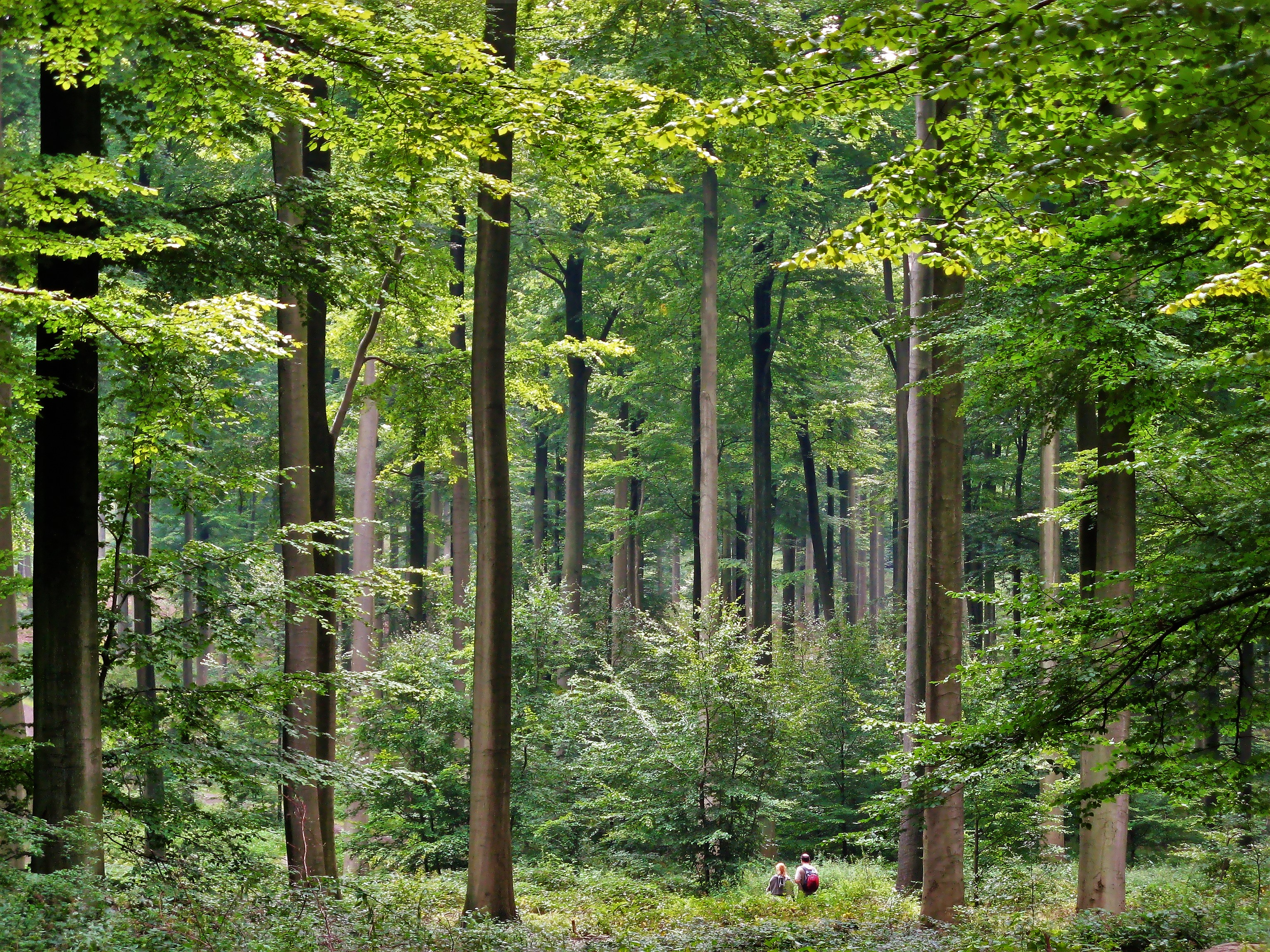
Суанський ліс у Бельгії як приклад охоронюваного густого букового пралісу.

Логічним наслідком цього стало те, що багато видів, пов'язані з луками, лісовими узліссями та старими деревами, що ростуть у відкритих місцевостях, почали зникати, оскільки багато екосистем в Європі, зокрема дуже різноманітні луки в Румунії, суворо залежать від певного управління та зазнають негативного впливу, якщо території залишаються під паром і заростають лісовою рослинністю. Подібним чином, витіснення осики в бореальних лісах (тайзі), здається, прискорюється через посилення конкуренції в дедалі густіших насадженнях.
Протягом останніх 1,8 мільйона років у Європі пасовища підтримувалися великими травоїдними тваринами, що призвело до виняткового видового різноманіття видів на багатьох європейських луках. Наприклад, згідно з дослідженням 2000 року, на лісистому лузі в Естонії на 1 м² росло 76 видів рослин, що є одним зі світових рекордів. Подібне високе різноманіття було виявлене і в інших районах Східної Європи, що зробило регіон однією з гарячих точок флористичного різноманіття світу. Однак луки Європи та інших регіонів перебувають під дедалі більшою загрозою, в тому числі через вторгнення деревних видів після їх покидання, непродумані схеми відновлення лісів, надмірний випас худоби та інтенсифікацію сільського господарства. Нещодавно було поставлено під сумнів те, що більшість луків є результатом господарювання людини і як такі, по суті, є деградованими колишніми лісами, придатними для лісовідновлення. Це уявлення загрожує лучним екосистемам світу. Дослідження продемонстрували існування природних лучних екосистем у голоценовій Європі, важливу роль, яку вони відіграють, наприклад, для комах, і потенціал для збільшення біорізноманіття, який полягає в їх підтриманні шляхом реінтродукції великих травоїдних тварин. Водночас до 90 % європейських напівприродних луків, тобто пасовищ, які раніше підтримувалися людьми та їхньою худобою, зникли протягом XX століття, особливо в Західній, Північній і Центральній Європі.

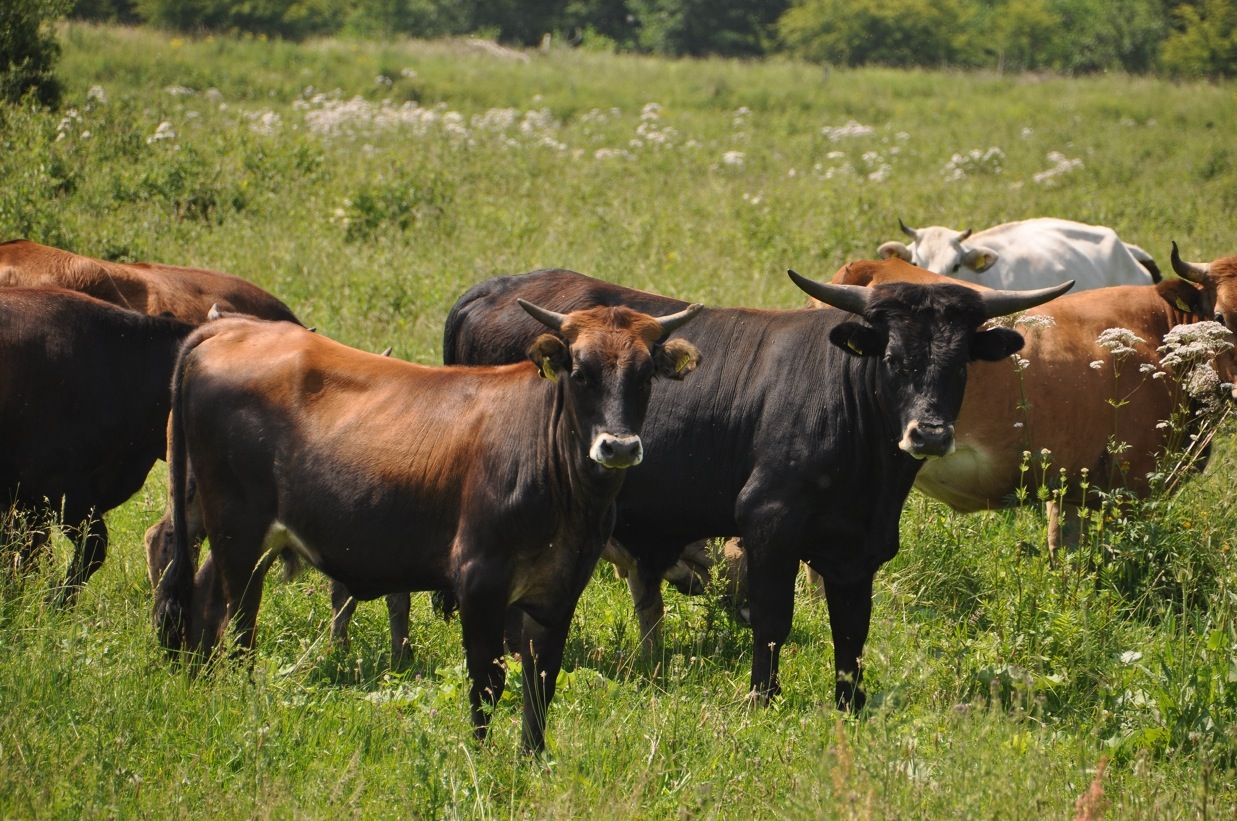
Бики породи Таурус в заповіднику Ліппе, які слугують замінником турів

Враховуючи важливе значення дубів в Європі як оселища для угруповань ксилофагових комах, було зазначено, що традиційне управління лісами може не забезпечити всіх переваг, які мертва деревина дуба має для цих видів, оскільки вони часто залежать від зовнішніх обставин, таких як кількість сонячного світла та експозиція. Натомість збереження багатих на види рослинних угруповань відкритих дубових рідколісь може бути найкраще досягнуто за допомогою традиційного управління шляхом випасу.
У рамках традиційного погляду на густий праліс як на бажаний ідеал, втрата видів, що залежать від відкритих територій, розглядалася як супутній збиток, необхідний для створення цього ідеалу, і це було прийнято, оскільки види, пов'язані з відкритими територіями, все одно вважалися гемерофілами, які слідували за розселенням людини в Центральній та Західній Європі і з'явилися тут лише в голоцені, а спочатку були обмежені Південною та Східною Європою. Беручи до уваги, що це призводить до загальної втрати біорізноманіття, традиційні сільськогосподарські ландшафти, у свою чергу, були визнані важливими рефугімами для груп видів, пов'язаних із відкритими ландшафтами, які розглядалися або як побічний продукт постнеолітичних сільськогосподарських традицій, або як релікти плейстоценових угруповань, які сформувалися разом із нині вимерлою плейстоценовою мегафауною, для якої інтродуковані свійські тварини були частковими замінниками. В обох випадках їх подальше виживання значною мірою залежатиме від застосування традиційних сільськогосподарських методів.
Гіпотеза Вери означає, що теорія пралісів та пов'язана з нею продорохоронна теорія і практика є результатом великої помилки в охороні природи, палеоекології та лісівництві, а також те, що збереження відкритих і напіввідкритих ландшафтів та їх біорізноманіття не залежить від сільськогосподарської практики, а скоріше від підтримання великими рослиноїдними тваринами, дикими чи одомашненими.

### Ревайлдинг і практична реалізація
Достовірність гіпотези Вери залишається предметом дискусій серед екологів і природоохоронців, але її часто вважають плідним підходом до збереження природи, і тому її широко застосовують у повсякденній практиці. Вона значно вплинула на ревайлдинг — рух за відродження дикої природи, який від більш традиційної охорони природи відрізняється тим, що його послідовники підкреслюють принцип невтручання людини. Принцип відродження природи полягає в тому, щоб, маючи на меті відродити певні види або типи екосистем, зменшити втручання людини до мінімуму та натомість відновити природну динаміку екосистеми, з акцентом на поверненні великих ссавців у ландшафт.

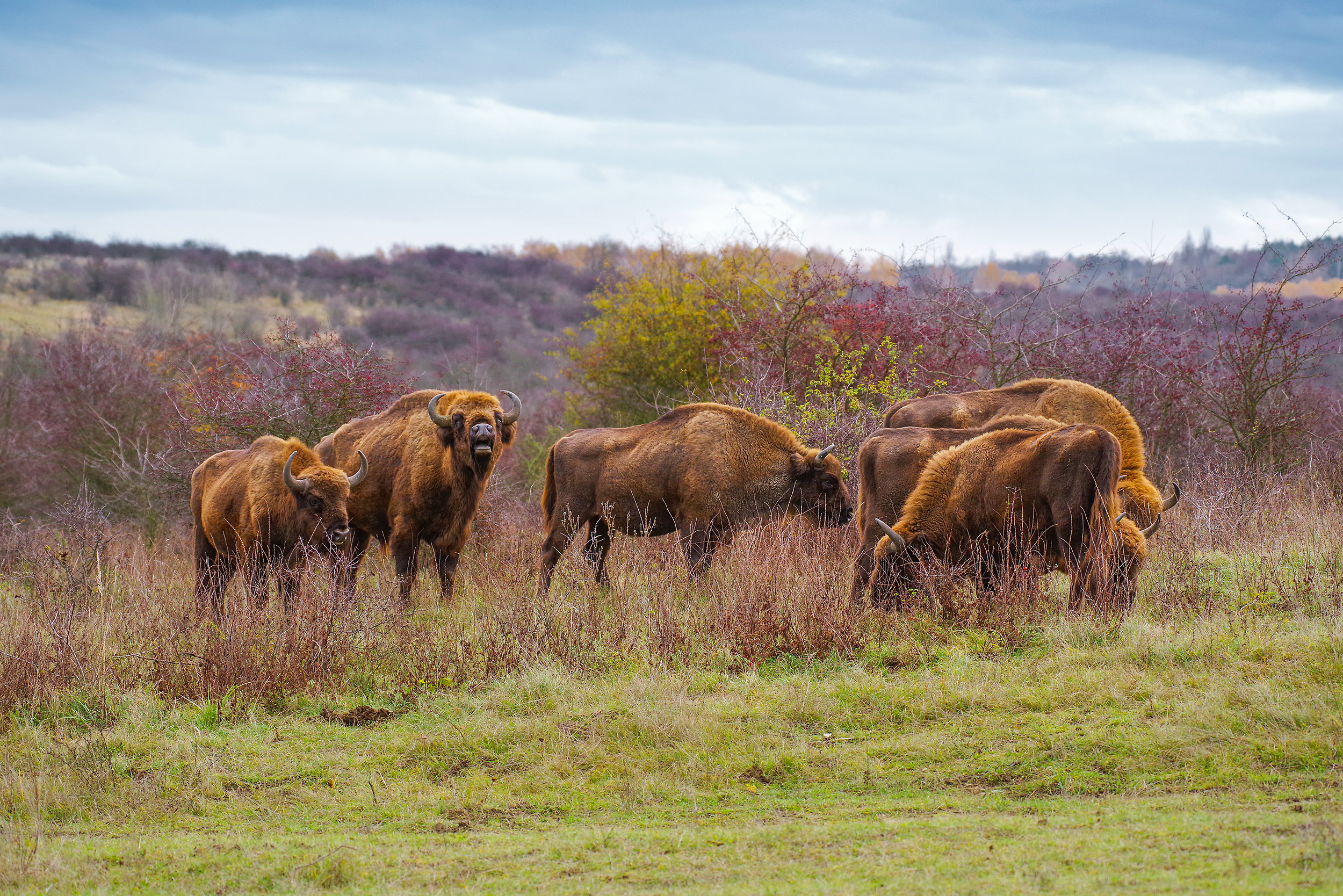
Стадо зубрів у Природний заповідник Міловіце, Чехія.

Прикладами таких проєктів є нідерландська природоохоронна зона Оствардерсплассе, створення якої ініціював Вера, а також маєток Кнепп-Вайлдленд в Сассексі. Ізабелла Трі, співвласниця останнього, назвала Веру та його ідеї важливою причиною для неї та її чоловіка розглянути питання про відродження дикої природи у своєму приватному маєтку. У Кнепп-Вайлдленд були привезені лані, благородні олені, велика рогата худоба породи англійський лонгхорн (як замінник вимерлих турів) та свині породи тамворт (як замінник диких свиней).
Загальноєвропейська організація «Rewilding Europe», яка прагне створити дикі простори в Європі шляхом відновлення харчових ланцюгів і реінтродукції зниклих видів, визначила пропозиції Вери як ключ до відродження складних, біорізноманітних екосистем. Враховуючи їх, організація працює над створенням стад зубрів, замінників турів (наприклад, великої рогатої худоби породи таурус), замінників диких коней (наприклад, коней породи польський коник або ексмурських поні), а також водяних буйволів та куланів (які були присутні в Європі до раннього голоцену), які матимуть змогу вільно пастися. Це позитивно вплине на динамічні екосистеми, які підтримуються випасом цих рослиноїдних тварин.

### Екологія лісопасовищ

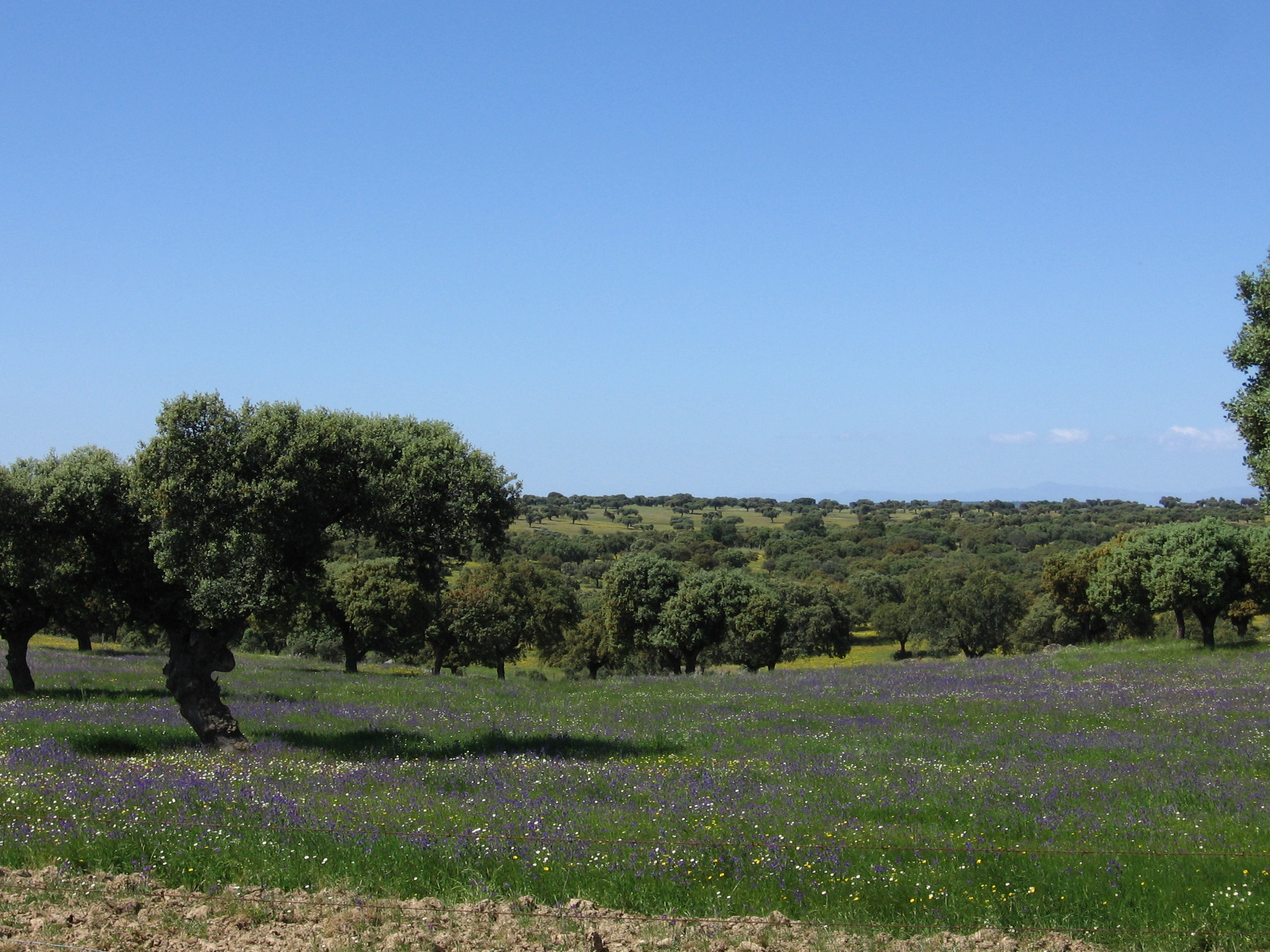
Дехеса або монтаду, дуже багатий на види напівприродний лісопасовищний ландшафт Піренейського півострова.

Лісопасовища та пасовища Європи вирізняються високим різноманіттям. Серед рідкісних багаторічних рослин, які зазвичай пов'язані з цими екосистемами, або зустрічаються виключно в них, слід відзначити чемерник, півонії, асфодель, білий ясенець, чорну чемерицю і звичайне кадило. У деревному ярусі лісопасовищ зазвичай домінує низка видів дубів. Багато рідкісних місцевих видів та видів, що перебувають під загрозою зникнення, як-от флорентійська яблуня, ліванська яблуня, мушмула, горобина, груші та дикі сливи, частіше зустрічаються в європейських лісопасовищних системах, ніж у лісах. Лісопасовища особливо приваблюють рідкісних видів птахів, зокрема сиворакш, одудів, кілька видів сорокопудів, сов (сплюшок, сичів), а також крутиголовок та середніх дятлів. В Іберії напівприродні дубові рідколісся, відомі як дехеса або монтаду, є домом для ендемічних видів, таких як іспанський могильник та іберійська рись. Лісопасовища також є важливим оселищем для багатьох видів безхребетних. Через велику кількість великих старих дерев лісопасовища особливо важливі для жуків-ксилофагів, зокрема для таких вражаючих та рідкісних видів, як великі дубові вусачі, рогачі, зокрема жуки-олені, мінливі восковики та ковалики. Тільки на Британських островах майже 1800 видів безхребетних залежать від гниючої деревини, зокрема 700 видів жуків та близько 730 видів мух.

### Традиційне землекористування
Багато аспектів теорії Вери добре перегукуються з традиційними системами тваринництва та сільськогосподарськими практиками в Європі та інших частинах світу. Особливо це стосується регіонів, де випас тварин здійснювався протягом сотень і тисяч років. Старе англійське прислів'я «Колючка — мати дуба», яке стосується проростання дубів серед колючих чагарників, засвідчує, що знання про такі процеси, як асоціативна стійкість, було частиною традиційних знань про землеробство, яке було відомо селянам задовго до того, як сама теорія була запропонована в її нинішньому вигляді. Фразу зазвичай приписують відомому садівнику Гамфрі Рептону, але її вжив письменник Артур Стендіш ще в 1613 році, а сам вираз, ймовірно, виник набагато раніше. Як стверджував Вера, лісопасовища та пов'язані з ними системи землекористування також можна розглядати як такі, що по суті імітують первісну європейську дику природу. Це йде рука об руку з тим фактом, що, наприклад, 63 екосистеми, перелічені в Додатку I Оселищної директиви Європейського Союзу, суворо залежать від низькоінтенсивного використання та підтримки, переважно у формі випасу та косіння. Ці оселища визначаються як сільськогосподарські угіддя високої природної цінності. Той факт, що традиційне землеробство може потенційно зберігати виняткову цінність біорізноманіття, частково може бути наслідком ефекту імітації, при якому деякі форми використання людиною (випас худоби, обрізка стовбурів, підсікання дерев та створення живоплотів, є аналогією екосистемних послуг, які раніше здійснювалися мегафауною.

### Тундростеп

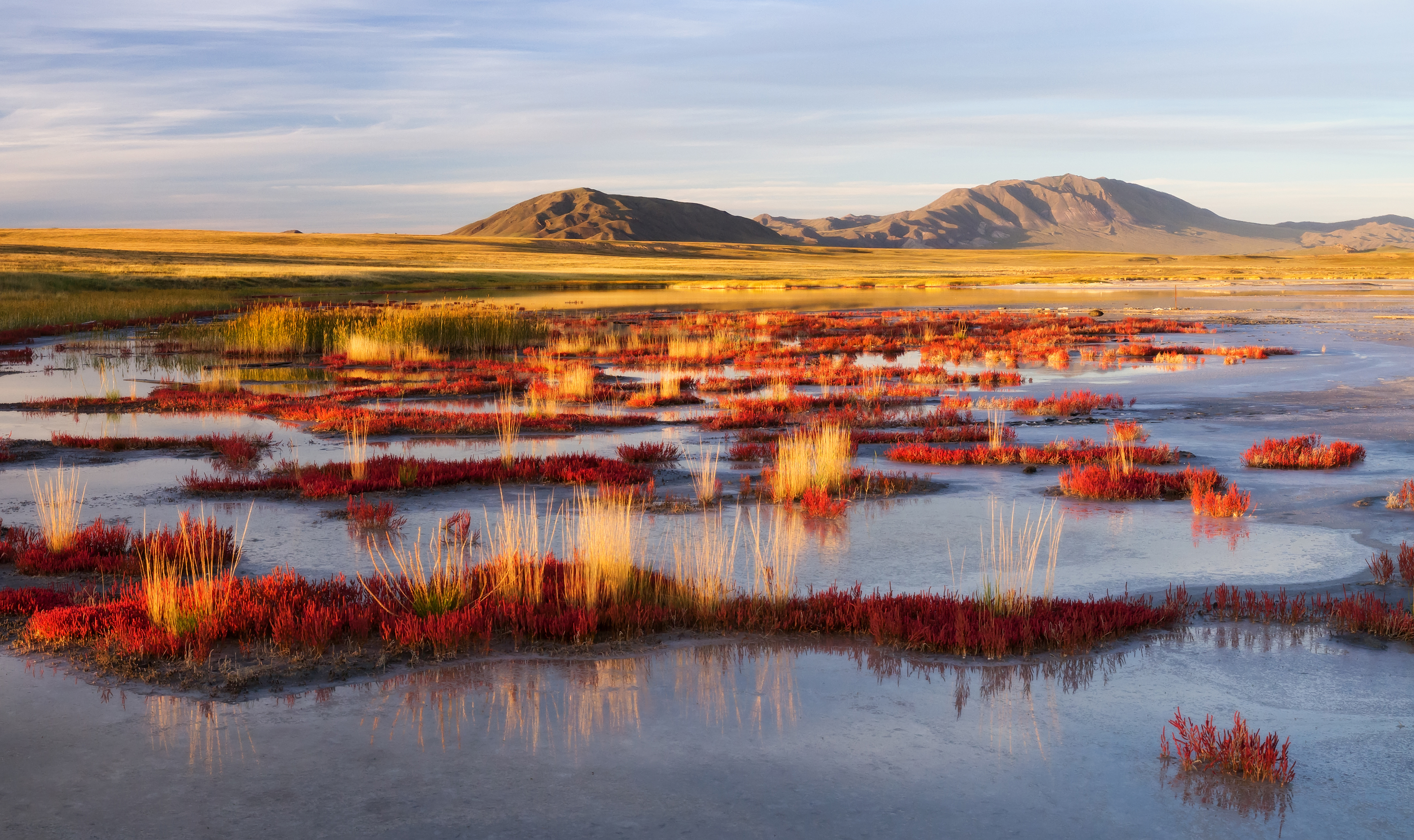
Сучасні залишки тундростепу, які збереглися у розрізнених місцевостях в Сибіру, можуть слугувати моделлю для масштабного відновлення екосистеми.

У той час як гіпотеза Вери зосереджена на регіонах помірної зони, і особливо на помірній зоні Європи, аргументовано пов'язана модель нещодавно була запропонована для високоширотних регіонів, де зараз переважають біоми тайги і тундри, а раніше переважав тундростеп, також відомий як мамонтовий степ. Вона, по суті, ставить під сумнів поширену думку про те, що плейстоценова мегафауна тундростепу зникла внаслідок потепління клімату на початку голоцену та подальшого перетворення пристосованих до холоду луків і різнотравних екосистем у ліси та тундру, де домінують мохи, лишайники і карликові дерева. Натомість вона стверджує, що, навпаки, вимирання мегафауни, спричинене людьми, було передумовою для зміни рослинності, і що присутність представників мегафауни могла б зберегти тундростеп навіть в умовах потепління клімату. Сергій Зімов, один із головних прихильників цієї моделі, припускає, що екосистеми, функціонально подібні до плейстоценового тундростепу, могли б функціонувати в сучасних умовах, і прагне довести це у формі плейстоценового парку. Він і його син почали реінтродукцію видів, які нині вимерли в Якутії, а також інтродукцію видів, екологічно подібних до тих, що були присутні в регіоні Берингії під час плейстоцену, але з тої пори вимерли у всьому світі. До них належать дикі види, такі як північні олені, вівцебики, бізони і зубри, а також витривалі породи свійських тварин, зокрема двогорбі верблюди, калмицька порода великої рогатої худоби, свійські яки та оренбурзькі кози. За допомогою цього проєкт сподівається відродити тудростеп принаймні на частині його колишнього простору.